# Boeing 737
Dimensions
Le Boeing 737 est un avion de ligne court à moyen-courrier biréacteur à fuselage étroit développé et construit depuis 1967 par la Boeing Commercial Airplanes. Initialement développé comme un dérivé des 707 et 727, plus petit et plus abordable, le 737 se décline en une famille de dix modèles pouvant emporter de 85 à 215 passagers. Depuis 2004, le 737 est le seul avion de ligne à fuselage étroit de Boeing en production. Depuis son lancement jusqu'en mars 2018, plus de 10 000 appareils ont été produits, ce qui a fait du Boeing 737 l'avion de ligne à réaction le plus vendu jusqu'en 2018.
Le 737-100, dont la conception débute en 1964, effectue son premier vol en avril 1967 et est mis en service en février 1968 par la Lufthansa ; le 737-200, à fuselage rallongé, fait son premier vol commercial en avril 1968. Dans les années 1980, Boeing met sur le marché les modèles rallongés -300, -400 et -500, faisant partie de la série 737 Classic (Classique). Ces appareils sont équipés de turboréacteurs CFM56 et reçoivent d'autres améliorations. Le 737 Next Generation (Nouvelle Génération), lancé dans les années 1990, dispose d'une voilure améliorée, d'une planche de bord tout écran et d'un nouvel intérieur. Le 737 Next Generation comprend quatre versions : -600, -700, -800 et -900 dont la longueur varie entre 31,09 m (102 ft) et 42,06 m (138 ft). Le 737 Next Generation est également produit comme avion d'affaires. La quatrième génération apparaît dans les années 2010 avec le 737 Max à moteurs CFM International LEAP-1B et winglets améliorés. L'avion a un meilleur rendement. Il entre en service en 2017 mais est interdit de vol en mars 2019 pendant vingt mois à la suite de deux accidents mortels.
L'assemblage de l'avion est réalisé à l'usine Boeing de Renton, dans l'État de Washington. Un grand nombre de 737 occupent sur le marché les places précédemment pourvues par les 707, 727, 757, DC-9 et MD-80/MD-90 et son principal concurrent est l'Airbus A320. En 2006, on estime qu'il y a en moyenne 1 250 Boeing 737 en vol à un moment donné et deux décollages ou atterrissages toutes les cinq secondes.

## Développement

### Contexte historique
En 1964, Boeing annonce étudier un nouvel avion à réaction destiné aux itinéraires courts et moyen-courriers en complément du 727. Le travail de conception préliminaire commence le 11 mai 1964 et la recherche de marché de Boeing fournit des plans pour un avion de ligne d'une capacité de 50 à 60 passagers sur des routes de 100 à 1 600 km,. Le projet initial présente des réacteurs placés dans des nacelles à l'arrière du fuselage et un empennage en T comme le 727 ; à l'intérieur, il doit accueillir des rangées de cinq sièges. Joe Sutter, ingénieur chez Boeing, souhaite toutefois que les réacteurs soient placés sous les ailes afin d'alléger la structure, ce qui permettrait d'élargir le fuselage afin d'accueillir des rangées de six sièges. Le modèle 737 est présenté en octobre 1964 à la conférence de maintenance et ingénierie de l'Air Transport Association par le chef ingénieur Jack Steiner, où ses dispositifs hypersustentateurs élaborés suscitent des préoccupations en ce qui concerne les coûts de maintenance et la fiabilité. La décision de lancement est prise par le comité le 1er février 1965 pour un coût de développement de 150 millions de dollars.

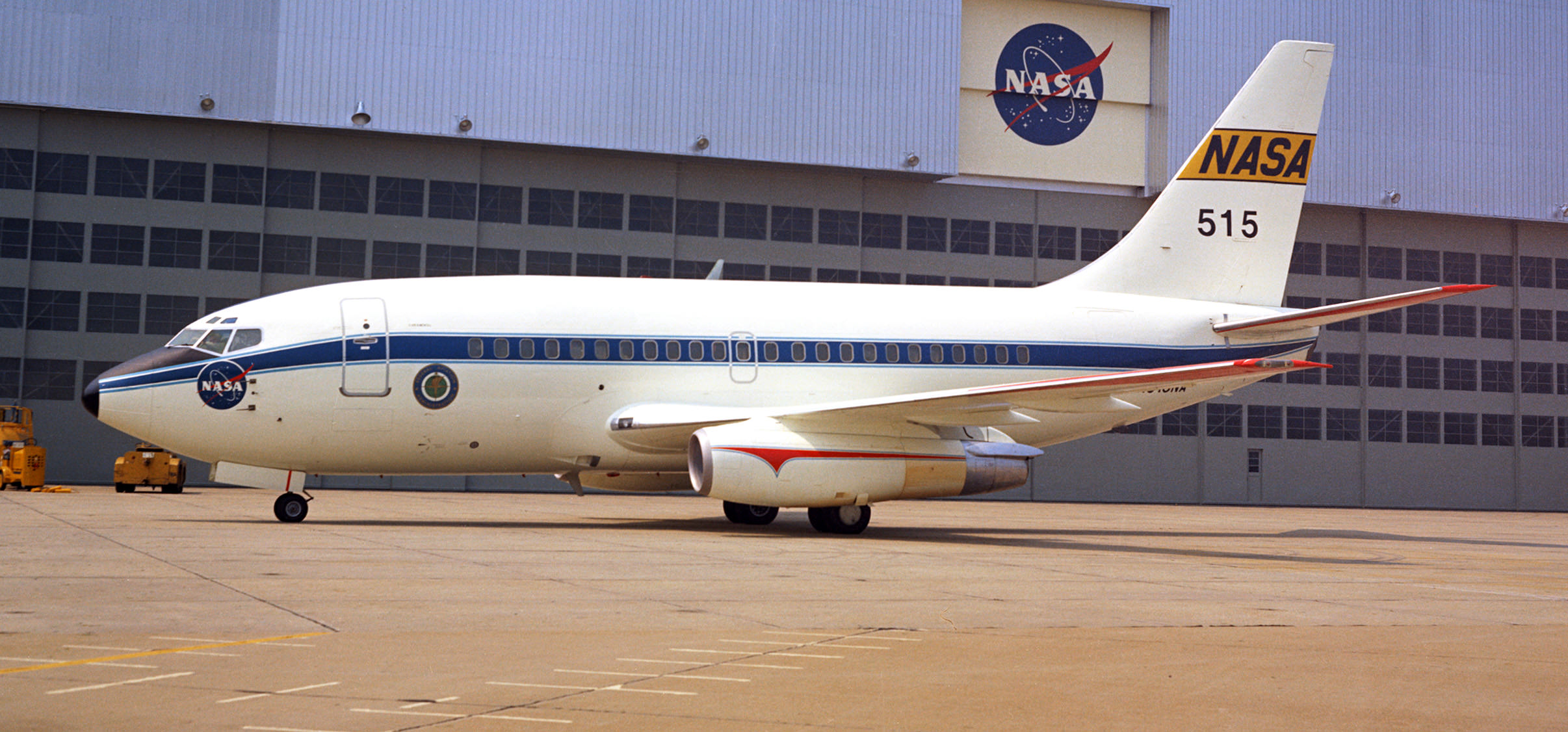
Le prototype du 737, un modèle 100 utilisé par la NASA pour des essais.

La Lufthansa devient le client de lancement le 19 février 1965, avec une commande de 21 avions pour un total de 67 millions de dollars, une fois la compagnie assurée que Boeing n'annulera pas le projet 737. La consultation avec Lufthansa réalisée au cours de l'hiver précédent conduit à l'augmentation de la capacité de l'avion amenant à un total de 100 sièges. Le 5 avril, Boeing annonce une commande de quarante 737 par United Airlines. La compagnie souhaite un avion légèrement plus gros que le 737 d'origine. Boeing allonge par conséquent le fuselage de 91 cm (36 in) en avant des ailes et de 102 cm (40 in) et arrière de celles-ci. Cette version est désignée 737-200 et la version initiale, à fuselage court, devient le 737-100.
Le travail minutieux continue sur les deux versions en même temps. Boeing est loin derrière ses concurrents lorsque le 737 est lancé puisque les avions rivaux BAC 1-11, Douglas DC-9 et Fokker F28 sont déjà en cours de certification. Pour accélérer le développement, Boeing utilise 60 % de la structure et des systèmes du 727, le plus notable étant la section transversale du fuselage. Ce fuselage permet d'accueillir des rangées de six sièges là où les avions concurrents ne peuvent disposer que de rangées de cinq sièges.
Les ingénieurs décident d'installer les nacelles directement sur l'intrados des ailes afin de réduire la hauteur du train d'atterrissage et garder des moteurs assez bas par rapport au sol pour faciliter l'inspection et l'entretien. Plusieurs variations de largeur des pylônes d'attache des moteurs sont testées en soufflerie ; la forme la plus appropriée pour les grandes vitesses apparaît comme étant relativement large, occupant l'espace étroit entre l'aile et le haut de la nacelle, en particulier sur le côté extérieur. Initialement, l'agencement des sections de profil de voilure du 737 doit être très similaire à ceux des 707 et 727, mais les ailes doivent être un peu plus épaisses. Une réelle réduction de la traînée à de grandes vitesses est obtenue en modifiant trois sections à proximité de la nacelle. Les moteurs choisis sont des turboréacteurs à double flux Pratt & Whitney JT8D-1 à faible taux de dilution ; chacun délivrant une poussée de 64 kN (14 500 livre-force). Avec les moteurs placés sous les ailes, Boeing décide d'installer un empennage classique à la place de celui en T du 727.

### Production et essais

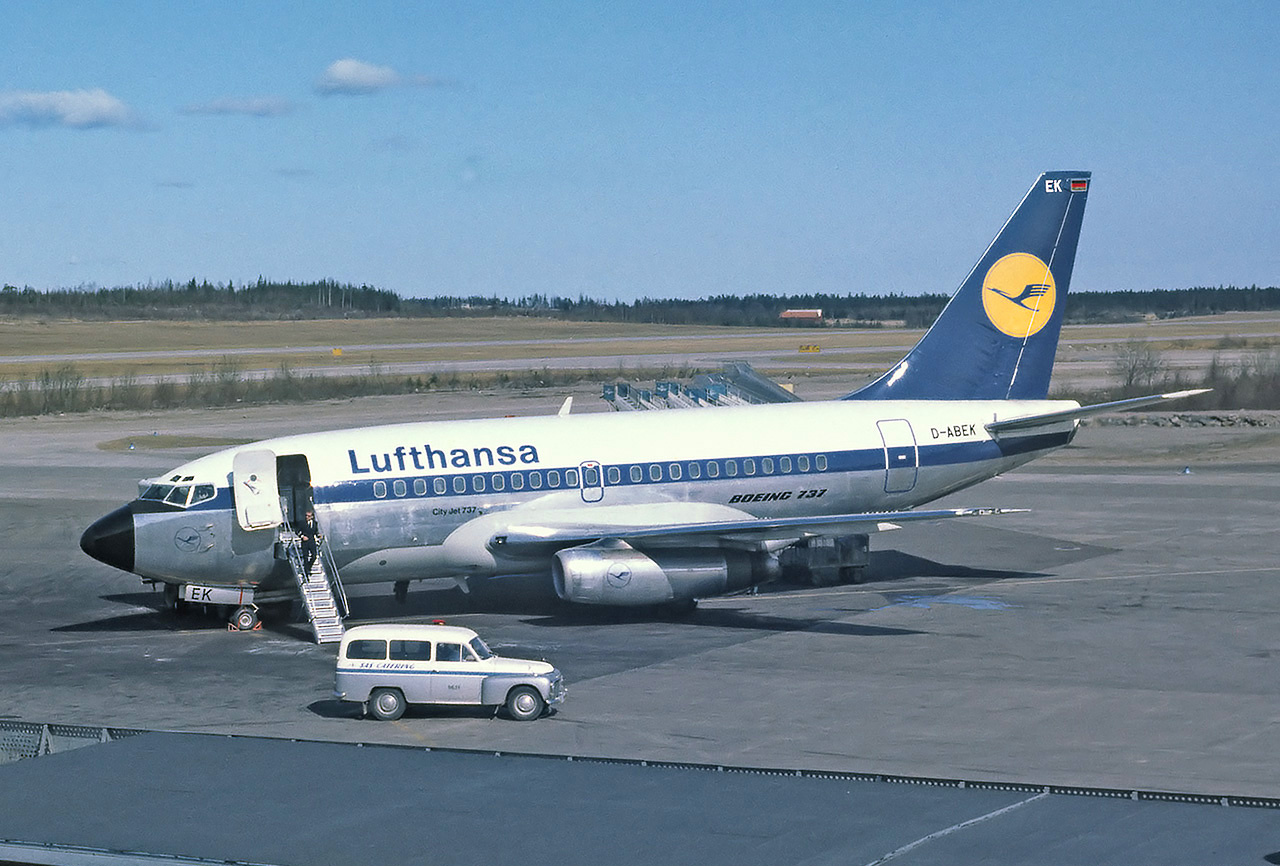
Un des premiers Boeing 737-100 aux couleurs de la Lufthansa, client de lancement de l'avion, à l'aéroport de Stockholm-Arlanda en 1968.

Initialement, l'assemblage du 737 a lieu à côté de Boeing Field (aujourd'hui King County International Airport) car la production des 707 et 727 occupe la capacité de l'usine de Renton. Après la construction de 721 appareils, la chaîne d'assemblage est déplacée à Renton à la fin des années 1970,. Une partie significative du fuselage est fabriquée à Wichita dans le Kansas, initialement par Boeing puis par Spirit AeroSystems qui possède quelques actifs de Boeing à Wichita,. La voilure et le train d'atterrissage sont assemblés sur le fuselage, l'ensemble quitte la chaîne d'assemblage pour recevoir les moteurs, l'avionique et l'intérieur. Après la sortie d'usine de l'avion, Boeing teste les systèmes et les moteurs avant le premier vol vers Boeing Field, où l'avion est peint et entièrement achevé avant sa livraison au client.
Le premier des six prototypes 737-100 sort d'usine en décembre 1966 et effectue son premier vol le 9 avril 1967 piloté par Brien Wygle et Lew Wallick. Le 15 décembre 1967, l'administration fédérale de l'aviation (Federal Aviation Administration, FAA) certifie le modèle -100 pour des vols commerciaux, délivrant le certificat de type A16WE. Le 737 est le premier avion à être homologué en catégorie II pour des approches à faible visibilité. La Lufthansa reçoit son premier appareil le 28 décembre 1967 et, le 10 février 1968, elle devient la première compagnie non américaine à mettre en service un nouvel avion de Boeing. La Lufthansa est le seul client important du 737-100 ; seuls 30 appareils de ce type sont produits. Le 737-200, quant à lui, vole pour la première fois le 8 août 1967 et est certifié par la FAA le 21 décembre, ; United Airlines le met en service le 28 avril 1968 avec un vol de Chicago à Grand Rapids (Michigan). Le modèle -200, plus long, est largement préféré au modèle -100 par les compagnies aériennes.
Les ventes restent faibles au début des années 1970 et après un pic de 114 livraisons en 1969, seulement 22 sont livrés en 1972 avec 19 encore en commande ; l'United States Air Force sauve le programme en commandant des T-43. Les compagnies africaines permettent de garder active la chaîne de production jusqu'à l'acte de dérégulation des compagnies américaines (Airline Deregulation Act) de 1978 à partir duquel la demande augmente pour les avions à fuselage étroit à rangées de six sièges, en particulier ceux remotorisés avec des CFM56, qui sont alors en manque de commandes.

### Premiers dérivés

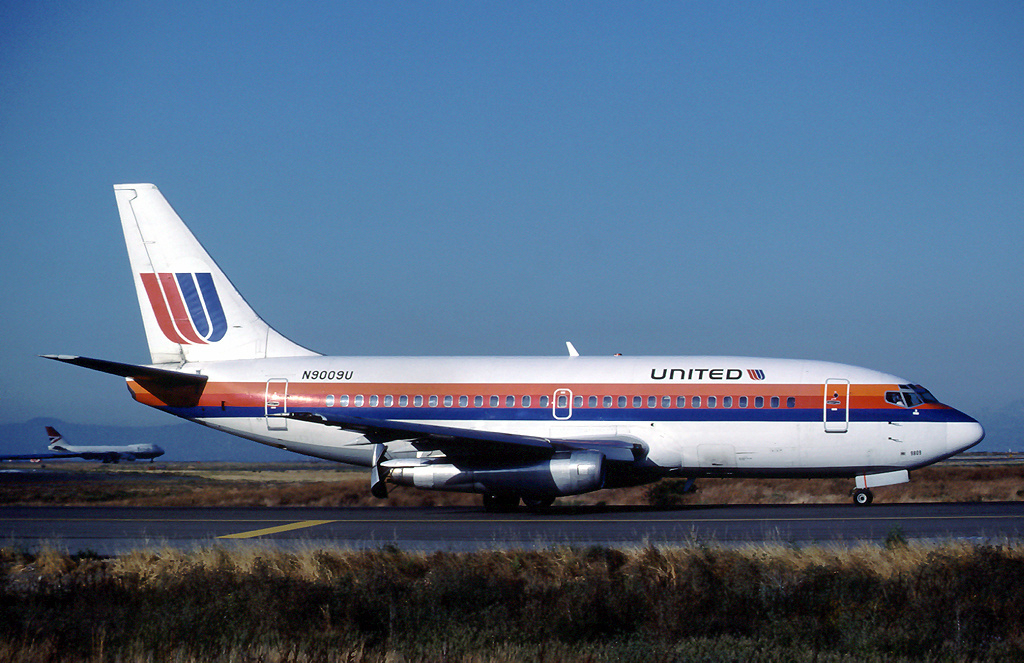
Un 737-200 modernisé, aux couleurs de United Airlines, vu avec les inverseurs de poussée déployés.

Les premières nacelles moteur sont dotées d'inverseurs de poussée identiques à ceux des nacelles latérales du 727. Ils se montrent relativement peu efficaces et ont tendance à soulever l'avion lorsqu'ils sont déployés. Cela réduit la force appliquée sur le train principal ce qui diminue l'efficacité des freins des roues. En 1968, arrive une amélioration du système d'inversion de poussée ; une extension de tuyère de 120 cm (48 in) est ajoutée et de nouveaux inverseurs sont installés. Les trappes des inverseurs forment un angle de 35 degrés par rapport à la verticale ce qui permet au flux d'air sortant du moteur d'être détourné vers l'intrados et l'extrados de l'aile. Cette amélioration devient la norme sur tous les appareils à partir de mars 1969, et une modification est réalisée sur les appareils déjà en service. Boeing règle le problème de la traînée en installant de nouveaux carénages d'aile et de nacelle, améliore l'écoulement de l'air au-dessus des volets et des becs de bord d'attaque. 
Sur la ligne d'assemblage est perfectionné le dispositif hypersustentateur, ce qui en permet une plus grande utilisation au décollage et à l'atterrissage. L'ensemble de ces modifications permettent d'accroître la capacité d'emport et la distance franchissable, et rendent l'avion plus performant sur les courtes pistes. En mai 1971, après la sortie de l'avion #135, toutes les améliorations, dont l'installation de moteurs plus puissants et l'augmentation de la capacité en carburant, sont incorporées sur le 737-200, augmentant de 15 % sa capacité d'emport et sa distance franchissable par rapport aux modèles -200 de départ. Ces avions améliorés sont alors connus comme les 737-200 Advanced et deviennent standard en juin 1971.

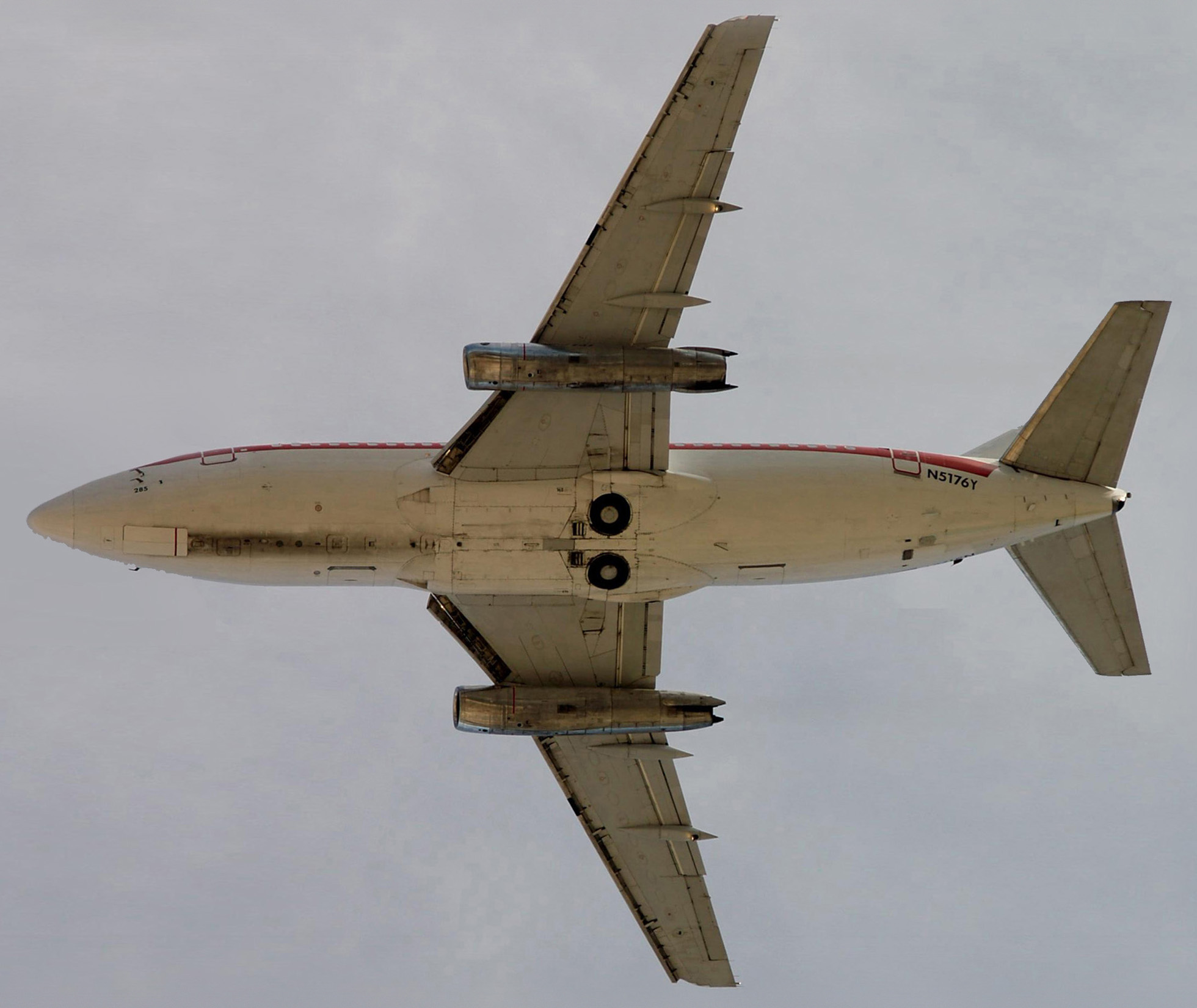
Vue de dessous d'un 737-200, exposant la voilure.

En 1970, Boeing ne reçoit que 37 commandes. Faisant face à des difficultés financières, Boeing envisage de fermer la ligne d'assemblage et de vendre le projet à des entreprises d'aviation japonaises. Après l'annulation du projet d'avion de ligne supersonique 2707 et la mise en place de la production du 747, suffisamment de fonds sont débloqués pour continuer le projet. Dans une tentative d'augmenter les ventes en proposant plus de choix, Boeing lance le modèle 737C (Convertible, convertible) disponible sur les versions -100 et -200. Le 737C est équipé d'une porte cargo de 340 cm par 221 cm (134 in par 87 in) placée juste derrière le cockpit, sur le côté gauche, et d'un plancher renforcé équipé de rouleaux, ce qui permet le transport de fret sur palettes. Une version 737QC (Quick Change, changement rapide) disposant de sièges amovibles permet des changements plus rapides de configuration entre cargo et transport de passagers. Avec les performances accrues du 737 sur les courtes pistes, Boeing offre sur le -200 l'option d'un ensemble de protection contre les projections de gravier, ce qui autorise l'appareil à opérer depuis des terrains ne disposant que de pistes non revêtues,. Cette option est utilisée par Alaska Airlines pour des opérations en dehors des grandes villes, en Alaska, jusqu'au retrait des 737-200 de sa flotte en 2007. Les utilisateurs du nord du Canada Air Inuit, Air North, Canadian North, First Air et Nolinor Aviation continuent d'utiliser les protections contre le gravier dans le nord du Canada, où les pistes de gravier sont nombreuses.

### Versions améliorées

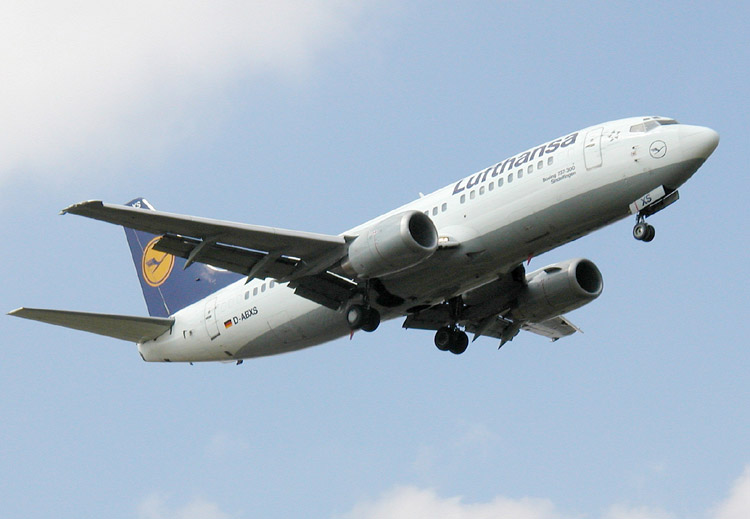
Le 737-300 est la première version du 737 Classic.

La première refonte majeure du 737 voit son développement commencer en 1979. Boeing souhaite augmenter la capacité d'emport et l'autonomie, et améliorer l'avion selon les spécifications de l'époque tout en conservant des points communs avec les précédentes versions du 737. En 1980, les caractéristiques du nouvel avion sont annoncées lors du salon aéronautique de Farnborough. Mark Gregoire, ingénieur chez Boeing, dirige une équipe qui travaille avec CFM International pour choisir un moteur et en développer une nouvelle version qui doit rendre le 737-300 plus rentable ; ils choisissent le CFM-56-3B-1 à haut taux de dilution, qui consomme moins de carburant et est moins bruyant. Toutefois, le grand diamètre des réacteurs fait que leurs nacelles sont trop bas par rapport au sol. Le problème est résolu par une diminution du diamètre de la soufflante et le placement des réacteurs légèrement en avant des ailes et non plus juste en dessous de celles-ci. De plus, les accessoires moteurs sont déplacés sur les côtés de la nacelle ce qui lui donne une entrée d'air non circulaire, en forme d'« abajoue de hamster,, ». Parmi les premiers clients du CFM56 se trouve la United States Air Force qui souhaite remotoriser les ravitailleurs KC-135 Stratotanker.
Une augmentation de la taille du fuselage de 2,87 mètres (9 ft 5 in) permet d'emporter jusqu'à 149 passagers. L'aérodynamique de la voilure est améliorée via intégration de nombreuses modifications. Le saumon d'aile est agrandi de 23 cm (9 in) et l'envergure gagne 53 cm (1 ft 9 in). Les becs de bord d'attaque et les volets, ainsi que l'empennage sont revus. Le poste de pilotage peut disposer d'un système électronique d'instruments de vol (RFIS, Electronic Flight Instrumentation System) et la cabine intègre des améliorations semblables à celles introduites sur le Boeing 757. Le prototype -300, le 1001e 737 construit, effectue son premier vol le 24 février 1984 avec le pilote Jim McRoberts aux commandes. Cet appareil, avec deux autres de production, participe au programme de certification qui dure neuf mois.

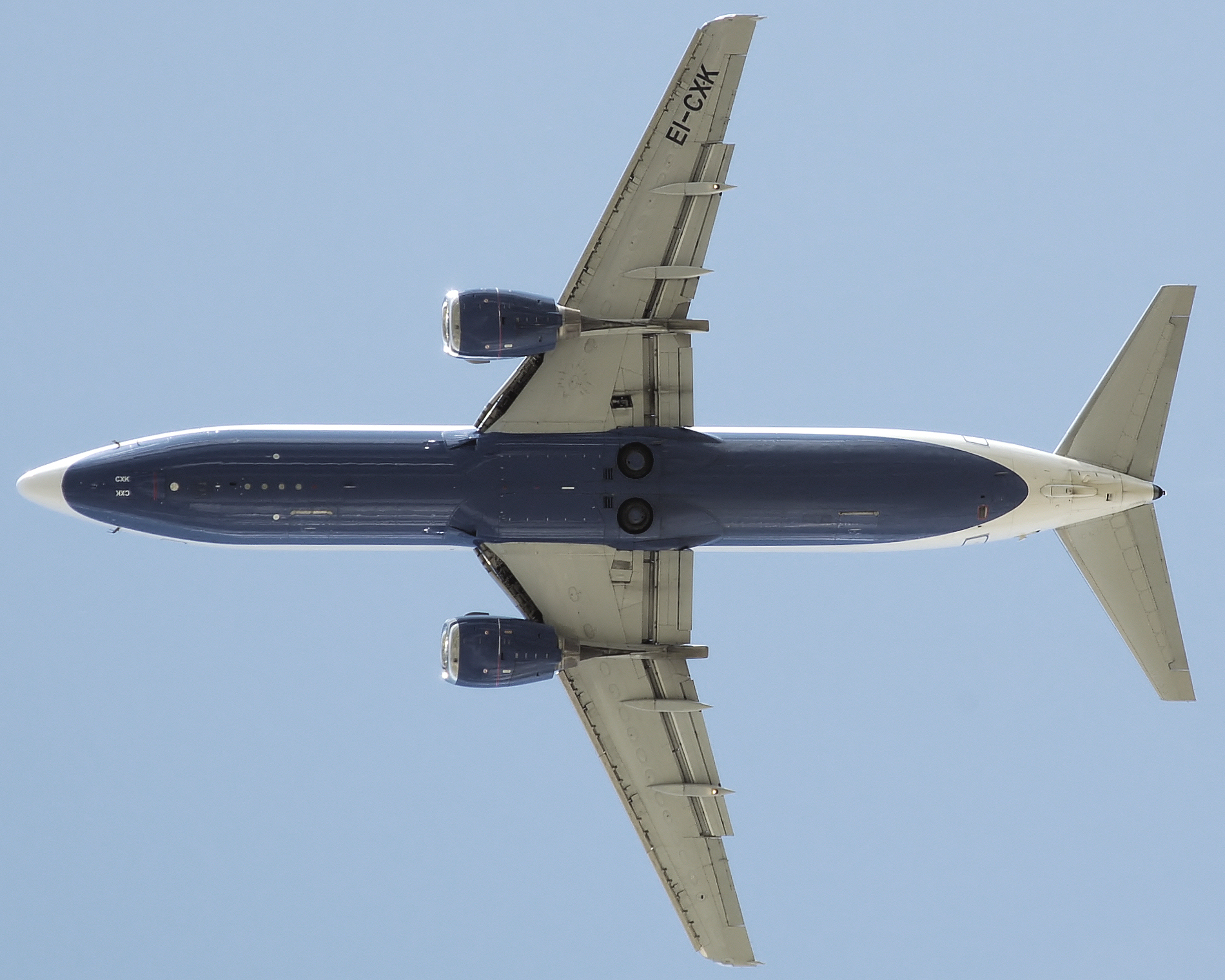
Un 737-400 de Transaero au décollage. Les moteurs CFM56, plus gros et plus courts, sont placés en avant des ailes.

En juin 1986, Boeing annonce qu'il développe le 737-400, qui voit son fuselage allongé de trois mètres (dix pieds) par rapport au 737-300 ; il peut emporter 188 passagers. Le premier vol du modèle 400 a lieu le 19 février 1988 et l'avion entre en service au mois d'octobre, après 500 heures d'essais en vol, avec Piedmont Airlines. La version 737-500 est proposée comme remplaçant direct du 737-200, à la demande des clients. Il fait partie de la série Classic et incorpore par conséquent les modifications introduites sur le 737-300 ; plus court, il transporte moins de passagers que ce dernier mais peut parcourir de plus grandes distances. Son fuselage est 48 cm (1 ft 7 in) plus long que celui du 737-200 et il peut emporter jusqu'à 140 passagers. Deux types de postes de pilotage sont proposés : le premier avec des instruments à aiguilles (analogiques) ou le deuxième avec une planche de bord tout écran. Il est équipé de turboréacteurs CFM56-3 qui consomment 25 % de carburant en moins que les réacteurs Pratt & Whitney du 737-200. Le 737-500 est mis sur le marché en 1987 et Southwest Airlines passe une commande portant sur 20 appareils. Le premier vol a lieu le 30 juin 1989 et le programme de certification, d'une durée de 375 heures est réalisé avec un seul prototype. Le premier appareil est livré à Southwest Airlines le 28 février 1990.
À la suite de l'arrivée des modèles NG pour Next Generation ultérieurs (- 600 / - 700 / - 800 / - 900), les versions - 300 / - 400 / - 500 deviennent la série 737 Classics (classique). En 2008, le prix du carburant atteint un pic ; les compagnies aériennes consacrent alors 40 % du prix du billet pour payer le carburant au lieu de 15 % en 2000. Par la suite, les opérateurs remplacent leurs 737 Classics par des 737 Next Generation ou par des Airbus A320. Le 4 juin 2008, United Airlines annonce le retrait de ses 94 737 Classic (64 737-300 et 30 737-500) pour les remplacer par les A320 de sa filiale Ted qui a cessé ses opérations,,.

### Modèles NGNext-Generation
En 1991, poussé par l'arrivée de l'Airbus A320 concurrent, Boeing commence le développement d'une série d'avions modernisée. Après avoir travaillé avec les clients potentiels, Boeing annonce le lancement du programme 737 NG Next Generation (génération suivante) le 19 novembre 1993. Les 737 NG englobent un total de quatre versions (- 600, - 700, - 800 et - 900) et correspond à la modernisation la plus significative. De manière générale, les 737 NG apparaîssent comme de nouveaux avions mais conservent une importante similitude par rapport aux 737 précédents.

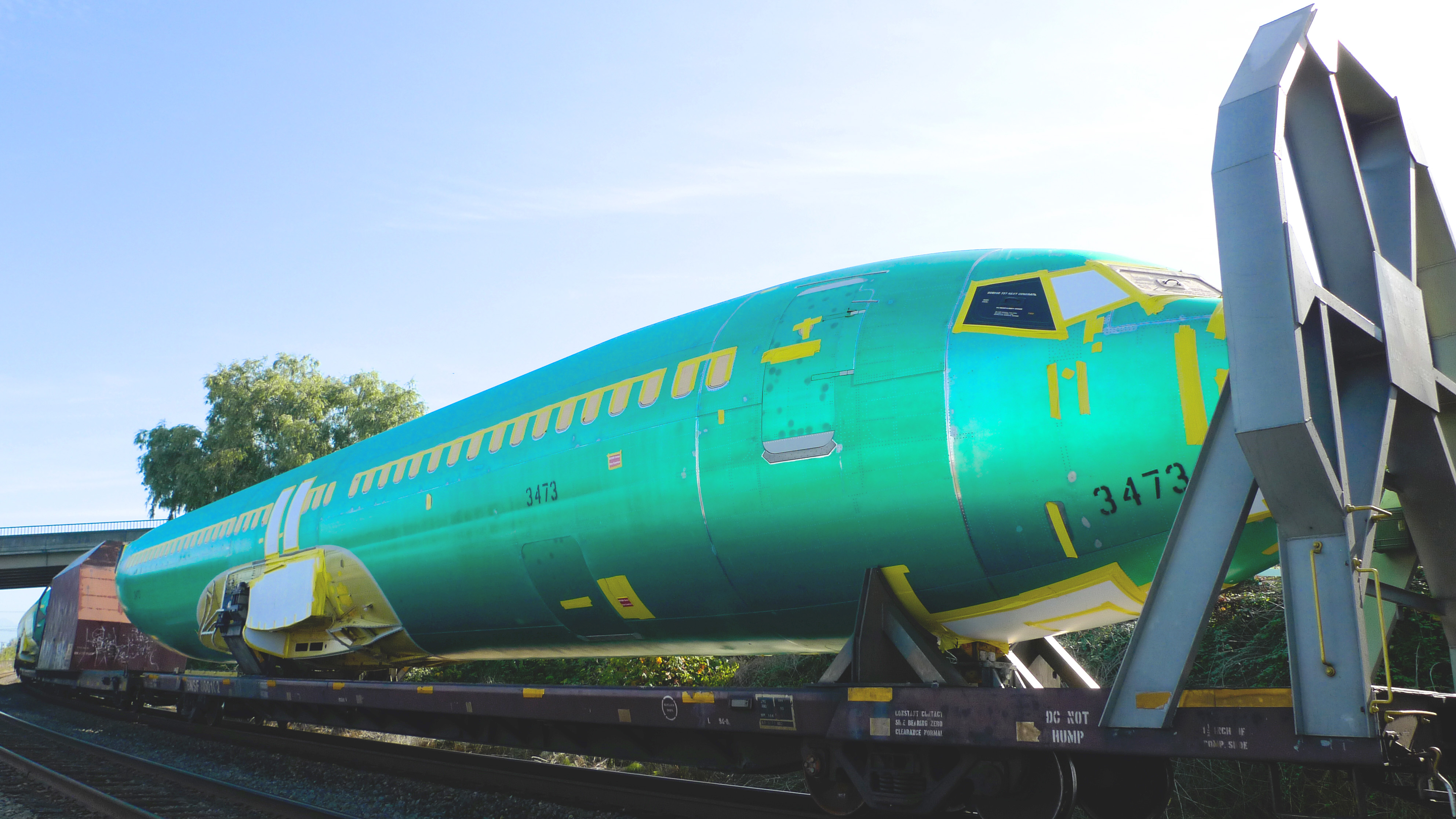
Le fuselage d'un Boeing 737NG transporté par train.

La voilure reçoit un nouveau profil, la corde est allongée et l'envergure est augmentée de 4,9 m (16 ft) et la surface alaire de 25 %. Ces modifications permettent d'emporter 30 % de carburant supplémentaire. L'avion reçoit des moteurs CFM56-7B plus récents : ils sont moins gourmands en carburant et plus silencieux. L'ensemble de ces modifications font passer la distance franchissable à plus de 5 600 km (3 000 NM), ce qui permet l'exploitation sur des vols transcontinentaux. L'augmentation de la capacité en carburant autorise une masse maximale au décollage plus élevée. Sur l'empennage, la dérive est remaniée et sur la plupart des modèles, les ailes peuvent être équipées de winglets. Le cockpit se voit équipé d'avionique moderne. La cabine, quant à elle, reçoit des modernisations semblables à celles introduites sur le Boeing 777, dont des coffres à bagages plus grands que sur les précédents 737. L'intérieur du 737 Next Generation est adopté sur le 757-300,.
Le 8 décembre 1996, le premier 737NG, un modèle -700, sort d'assemblage ; c'est le 2 843e 737 construit. Il effectue son premier vol le 9 février 1997. Le -800 quitte l'usine le 30 juin 1997 et vole pour la première fois le 31 juillet 1997. Le plus petit de ces versions, le -600 a la même taille que le -500. En décembre 1997, il est le dernier de la série à sortir d'assemblage. Il réalise son premier vol le 22 janvier 1998 et reçoit sa certification le 18 août,. Le programme d'essais en vol implique dix appareils : trois 737-600, quatre 737-700 et trois 737-800.
En 2004, pour satisfaire les besoins de Gol Transportes Aéreos dont les appareils doivent fréquemment utiliser des pistes courtes, Boeing propose un dispositif permettant d'améliorer les performances sur terrain court. Ce dispositif est disponible en option sur les 737NG et devient la norme pour le 737-900ER. À partie d'août 2009, une nouvelle nacelle est étudiée pour le moteur CFM56-7B. Elle doit équiper le nouveau 737 PIP (Performance Improvement Package, dispositif d'amélioration des performances) qui doit entrer en service à la mi 2011. Ainsi équipé, l'avion doit être plus léger et avoir sa traînée réduite de 1 %. Globalement, la consommation doit être réduite de 2 % sur les longs vols. À partir de 2010, le 737NG peut recevoir de nouveaux intérieurs, dont le Boeing Sky Interior qui équipe le 787.
Longtemps restées inférieures, les ventes d'avions de la famille Airbus A320 dépassent celles du 737NG en 2002,,,, ; toutefois, l'ensemble des commandes comprennent des A321 et des A318 qui rivalisent respectivement avec le Boeing 757 et le 717. L'arrivée du 737NG a allongé la carrière de l'avion qui reste toujours l'avion de ligne à réaction le plus vendu au monde,, et le plus répandu depuis sa mise en service,,,,,. Le 5 000e 737 est livré à Southwest Airlines le 13 février 2006. Boeing livre le 6000e appareil à Norwegian Air Shuttle en avril 2009, et le 8000e à United Airlines le 16 avril 2014. La 10 000e commande est passée en juillet 2012.
En 2015, la cadence de production du 737 est de 42 appareils par mois et l'avionneur souhaite la pousser à 52 par mois en 2018. Le 737-600, peu vendu, est retiré du catalogue de Boeing en 2016, sa place de plus petite version étant reprise par le 737-700, mieux vendu. La production s'interrompt en janvier 2020 avec la livraison des deux derniers Boeing 737-800 pour China Eastern Airlines.

### Remplacement ou remotorisation
Depuis 2006, Boeing envisage la possibilité de remplacer le 737 par un modèle entièrement nouveau, connu chez l'avionneur comme le Boeing Y1 ; il doit arriver sur le marché juste après le 787 Dreamliner. Le projet de remplacement est reporté en 2011. En novembre 2014, Boeing a l'intention de développer un nouvel avion destiné à remplacer le 737 prévu pour arriver sur le marché vers 2030. L'avion de ligne doit reprendre le fuselage du 737, construit cette fois en utilisant des matériaux composites comme sur le 787. Boeing envisage également le développement d'un remplaçant du 757.
Le 20 juillet 2011, Boeing annonce qu'il travaille sur une nouvelle version du 737, qui doit être équipée de moteurs CFM International LEAP, et qu'American Airlines projette de commander 100 de ces avions. Le 30 août, Boeing confirme le lancement de la nouvelle version, appelée 737 MAX, qui incorpore des turboréacteurs LEAP-1B,,. Le 23 septembre 2015, Boeing annonce un partenariat avec la Commercial Aircraft Corporation of China afin de sous-traiter une partie de l'assemblage final et de la livraison du 737 en Chine, pour la première fois en dehors des États-Unis,. Toutefois, cette sous-traitance ne porte initialement que sur les finitions intérieures, la majeure partie de l'assemblage restant réalisée à Seattle. Le premier 737 MAX achevé en Chine est livré à Air China le 15 décembre 2018 ; l'avion est d'abord assemblé à Seattle puis convoyé à Zhoushan pour y recevoir ses finitions et son aménagement final.

## Versions
Il existe 12 modèles du Boeing 737 répartis en quatre générations.

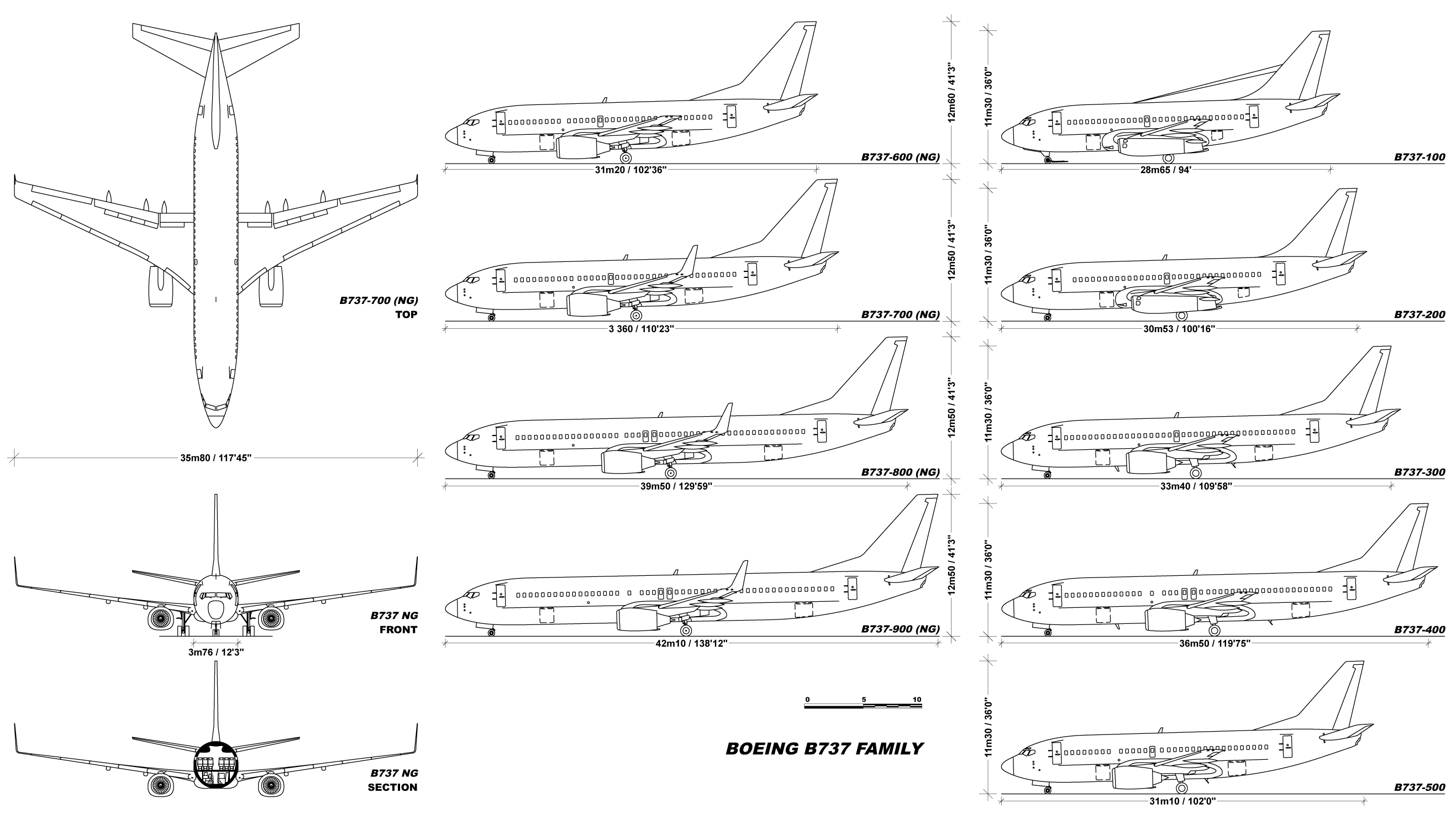
Comparaison des différentes versions 737.

### Modèles originaux
Il existe deux versions (737-100 et 200) construites à partir de 1965.
- 737-100 : modèle initial, propulsé par des réacteurs Pratt & Whitney JT8D. L'avion partage 60 % de sa cellule avec le Boeing 727, y compris les moteurs de même type (3 sur le B 727); tout ceci dans le but de limiter les coûts de recherche et de production. Il a été lancé par la compagnie Lufthansa en 1964 et entra en service en 1968. Un total de 30 appareils a été construit et livré.
- 737-200 : cette version est une extension du 737-100 ciblant le marché des États-Unis. United Airlines en est le premier acquéreur. Il est lancé en 1965 et entre en service en 1968. Il est ensuite mis à jour en tant que 737-200 Advanced qui devient la version standard de production. Au total, 1 118 737-200 ont été construits et livrés.

### ModèlesClassic

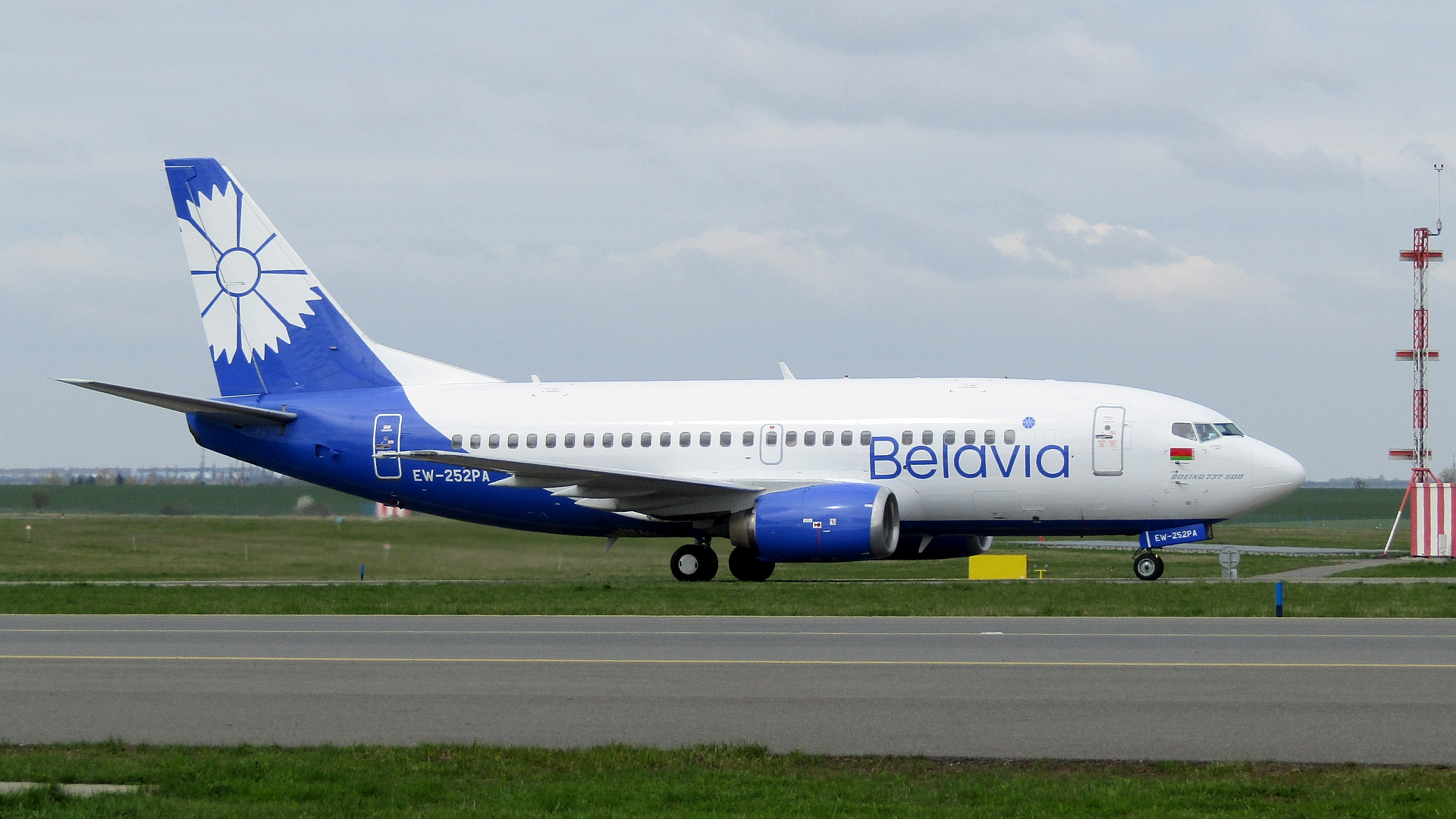
Boeing 737-500 de Belavia

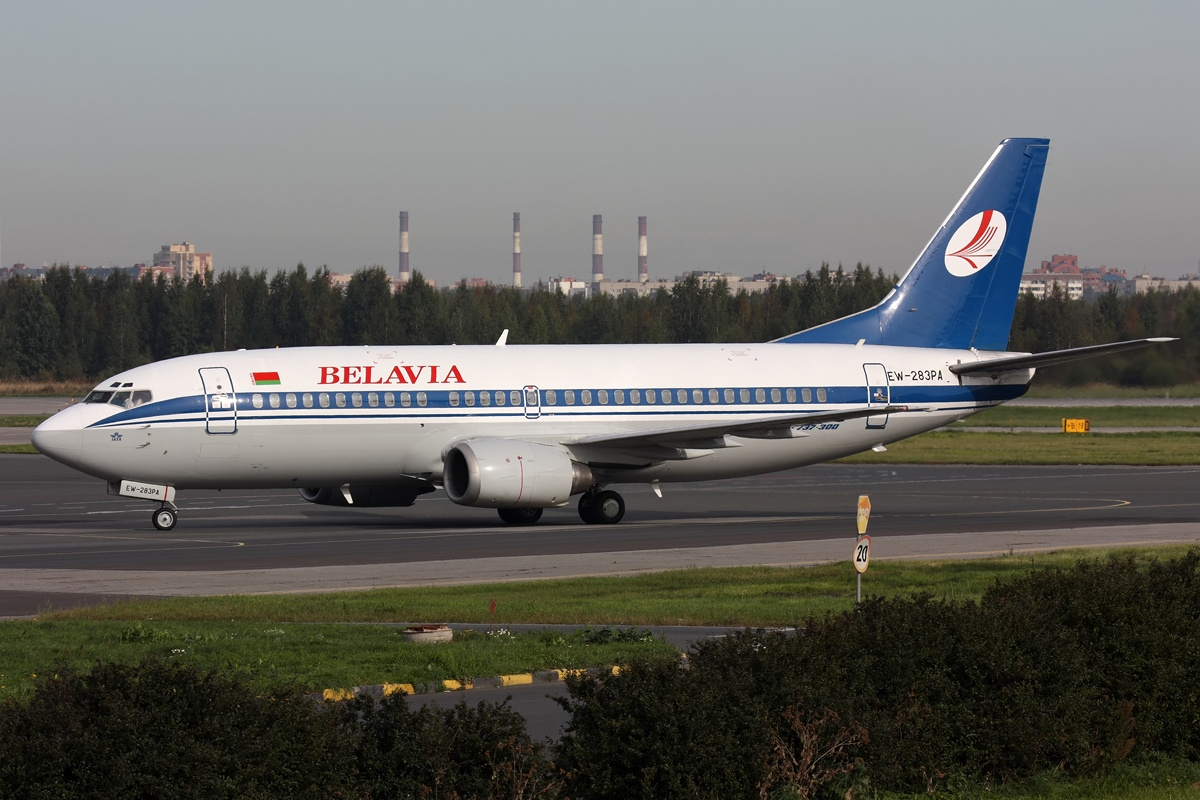
Boeing 737-300 de Belavia

Deuxième génération, construite de 1984 à 2000 et déclinée en trois versions (737-300, le 737-400 et le 737-500). Elle est équipée de réacteurs CFM56-3 plus modernes et plus économiques (1 984 exemplaires ont été produits, répartis en 1110 737-300, 482 737-400 et 392 737-500).

### ModèlesNext Generation

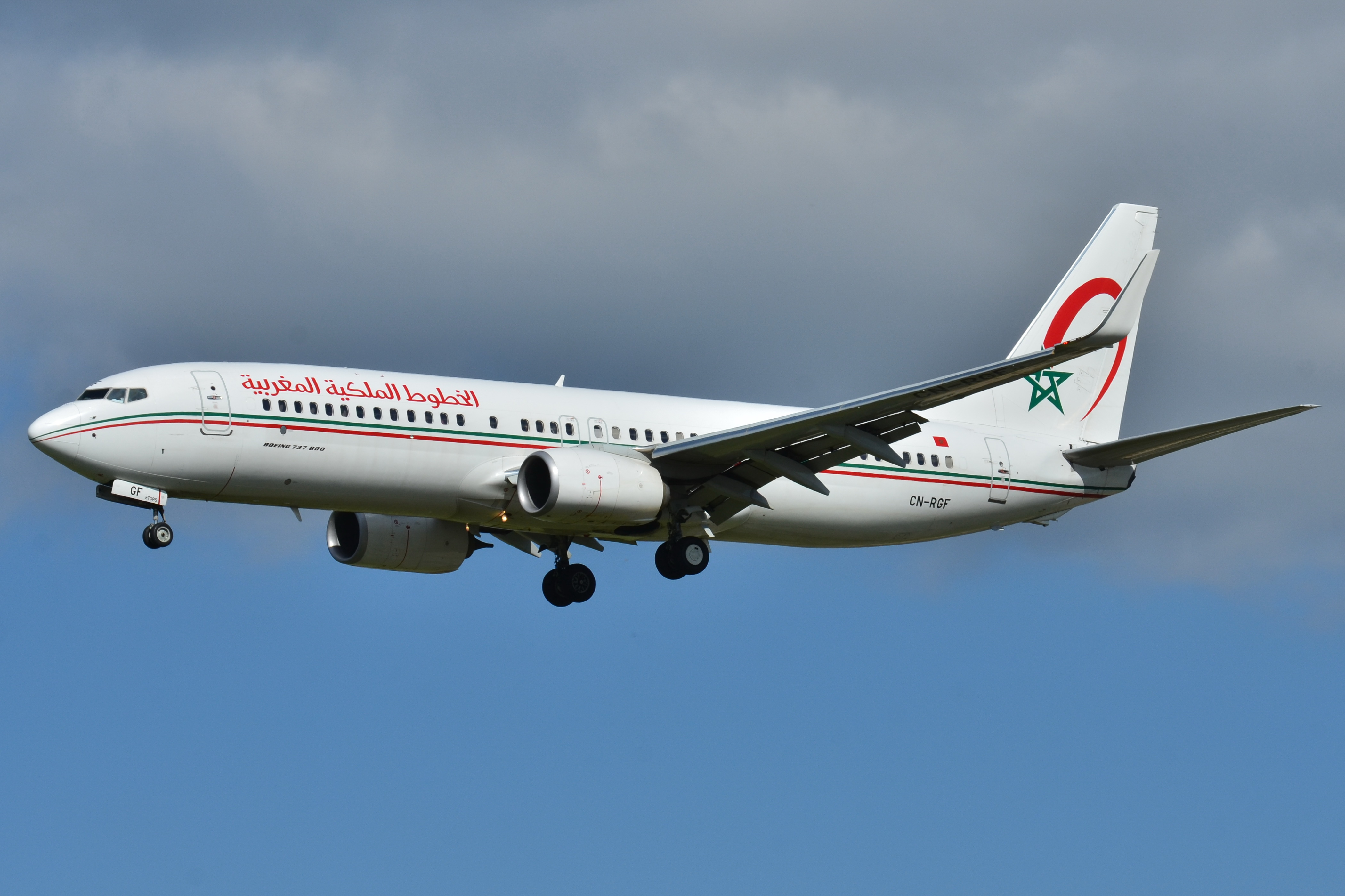
737-800 de Royal Air Maroc

Troisième génération, déclinée en quatre versions (737-600, 700, 800 et 900), construite à partir de 1996 à 2020. Elle est équipée de réacteurs CFM56-7B et d'un cockpit modernisé entièrement numérique. Déjà plus de 4 000 appareils de cette génération ont été produits. La version la plus petite, le 737-600, a été un échec commercial avec seulement 69 unités vendues.
Selon des responsables d'Airbus[Lesquels ?], Boeing avait prévu de lancer, à la fin 2007, une nouvelle famille de moyen-courriers pour remplacer les 737-600/700/800/900 reprenant des technologies développées pour le 777-200LR et pour le 787; le lancement a finalement été repoussé à une date ultérieure non déterminée.

### ModèlesMax

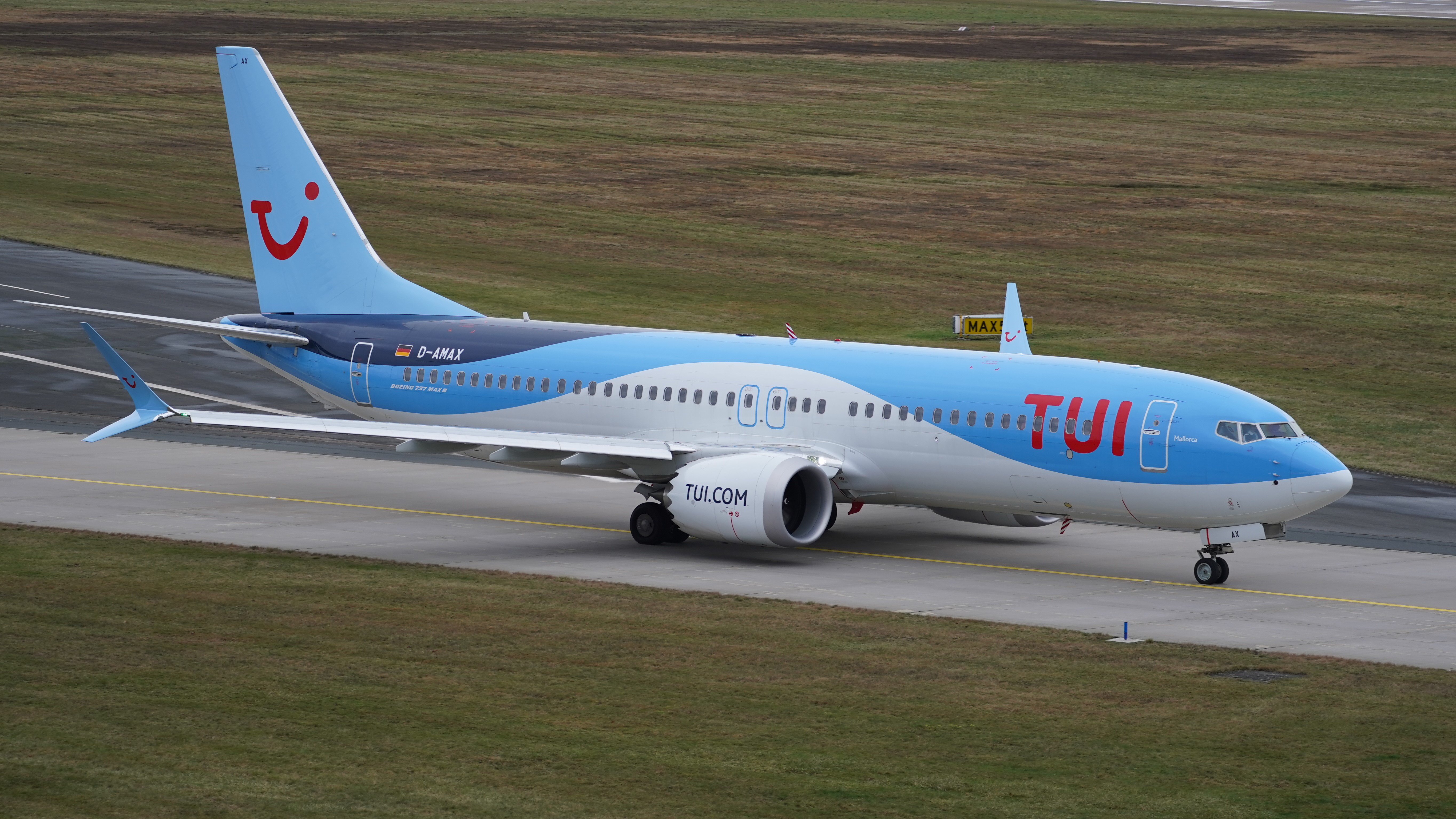
Un Boeing 737 Max 8 de TUIfly Belgium

Quatrième génération, déclinée en quatre versions (737 Max-7, 8, 9 et 10), construite à partir de 2011. Face au succès de l'A320neo, Boeing s'est engagé en juillet 2011 auprès d'American Airlines à développer une version améliorée du 737 NG, le 737 Max, remotorisée avec le LEAP. Le grand diamètre de ce moteur et la faible distance moteur/sol implique des modifications de la hauteur du train d’atterrissage de l'ordre de 20 centimètres, et une position plus haute et plus en avant des nacelles dont l'effet déstabilisant a nécessité l'adjonction du Maneuvering Characteristics Augmentation System (MCAS). Les winglets ont aussi été redessinées pour diminuer la traînée et la consommation de carburant, ainsi que le cône de queue. Les quatre versions sont les 737 Max 7, Max 8, Max 9 respectivement basées sur le 737-700, -800 et -900, et le Max 10, une nouvelle variante destiné à concurrencer l’Airbus A321neo. En mars 2019, à la suite de deux accidents mortels, tous les Boeing 737 Max sont cloués au sol pendant près de vingt mois.

### Boeing Business Jet (BBJ)
Depuis 1996, Boeing propose le 737 BBJ spécialement aménagé en avion d'affaires. Il existe trois versions, les BBJ1 (ou BBJ), BBJ2 et BBJ3 respectivement basées sur les 737-700, 737-800 et 737-900.

### Bombardier d'eau
Six 737-300 sont convertis en bombardier d'eau sous le nom de « Fireliner » pour la société canadienne Coulson Aviation depuis 2017. Ils ont une capacité d'emport de 15 000 litres ou 63 passagers. Leur première opération a lieu le 23 novembre 2018 en Australie

## Galerie photographique

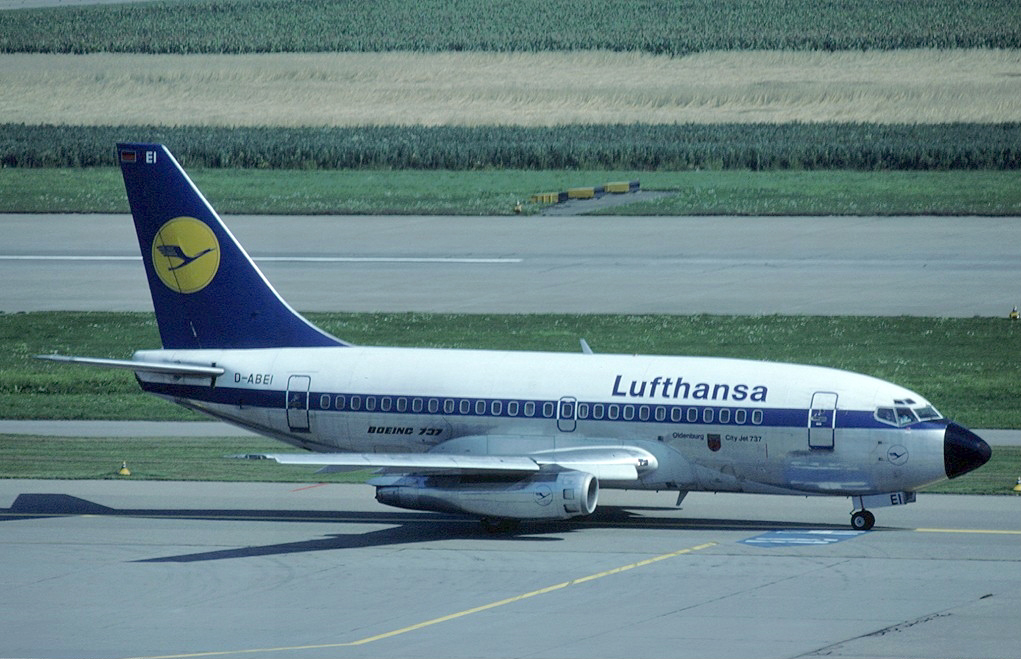
Boeing 737-100.
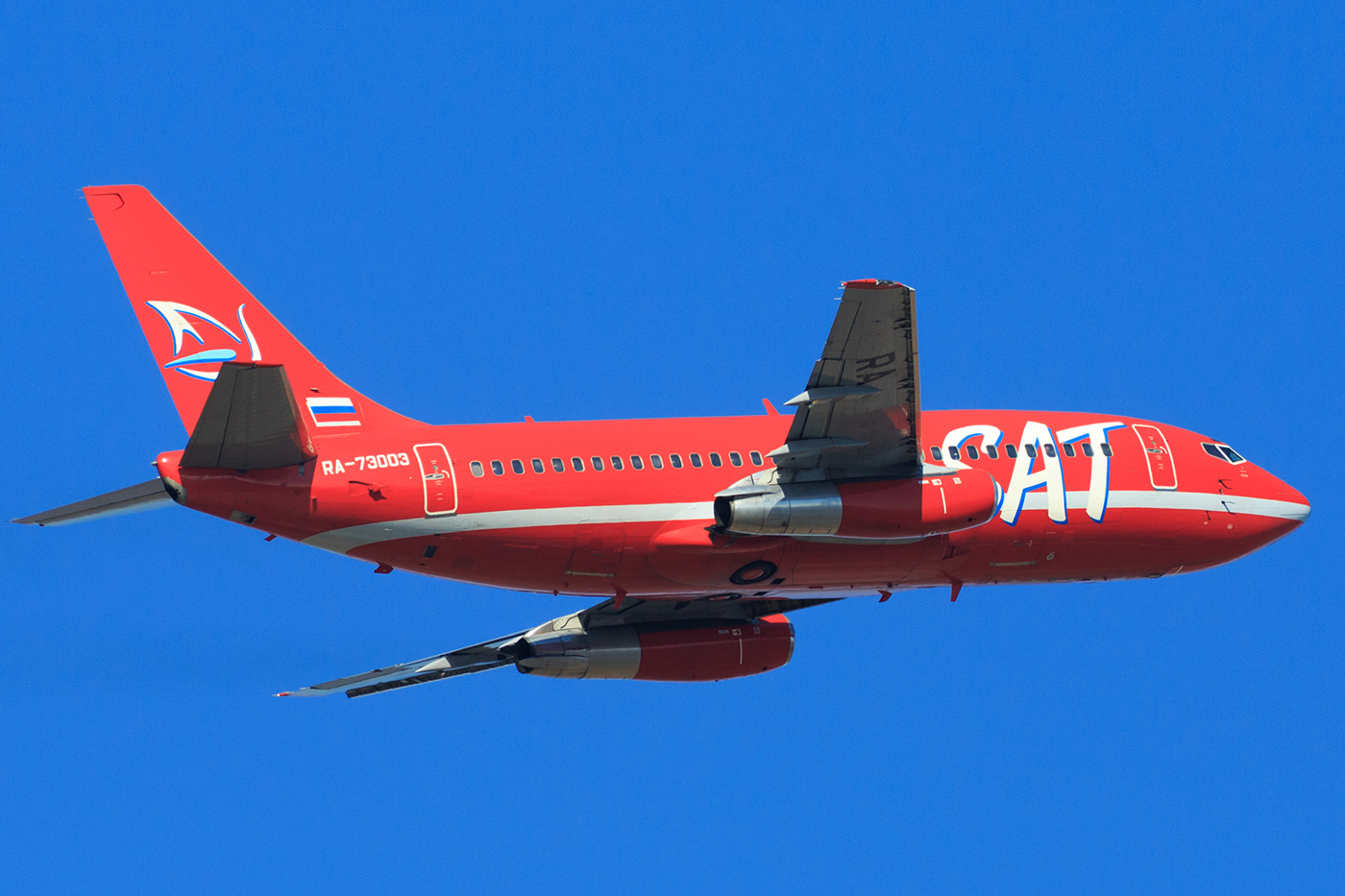
Boeing 737-200.
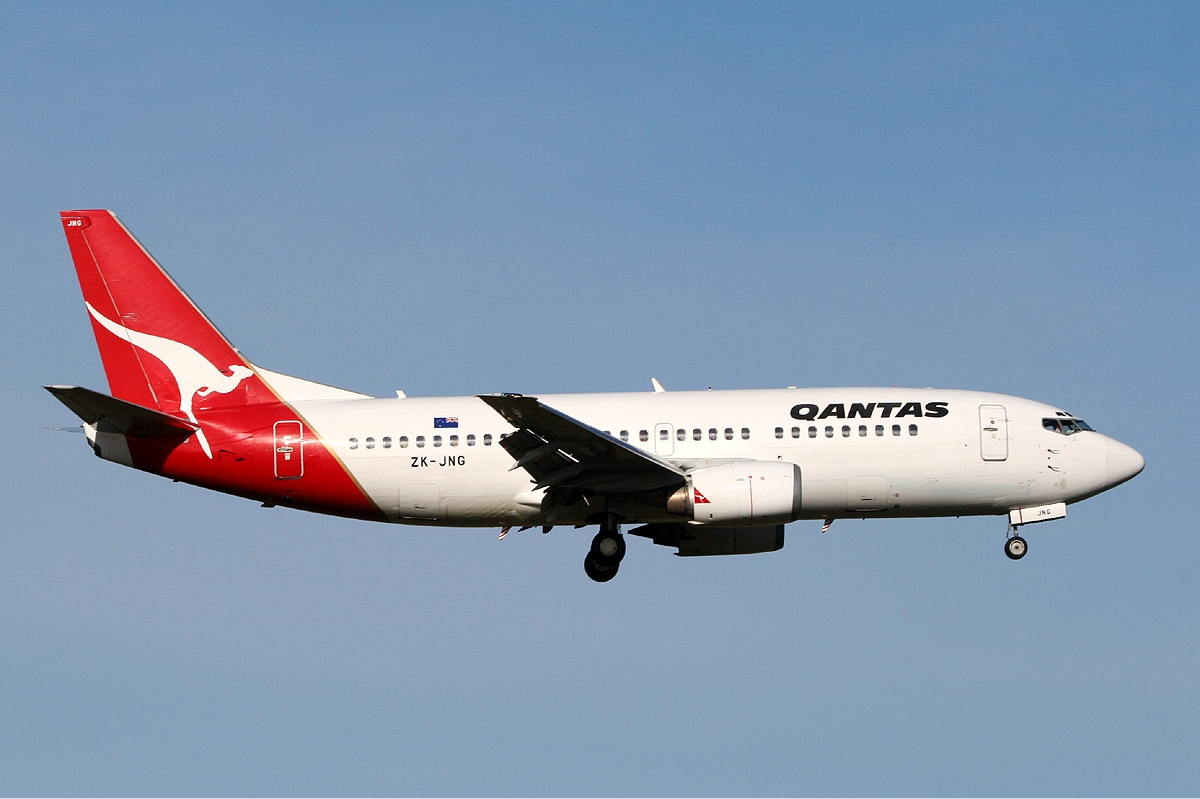
Boeing 737-300.
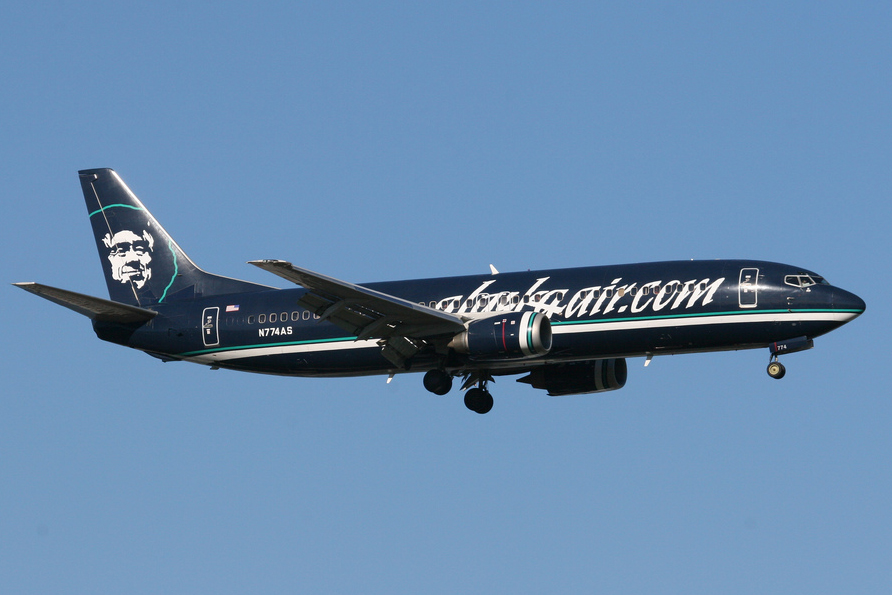
Boeing 737-400.
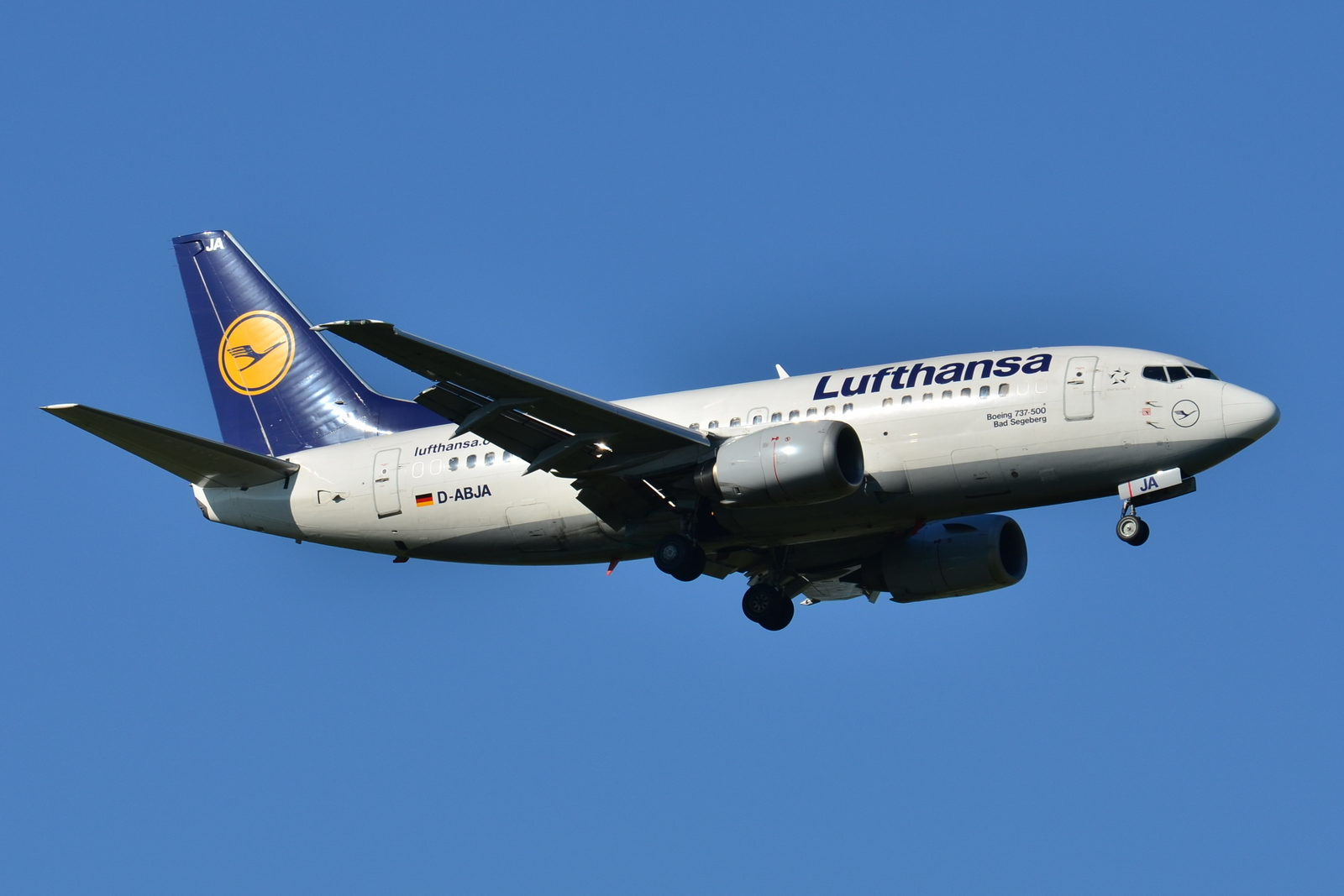
Boeing 737-500.

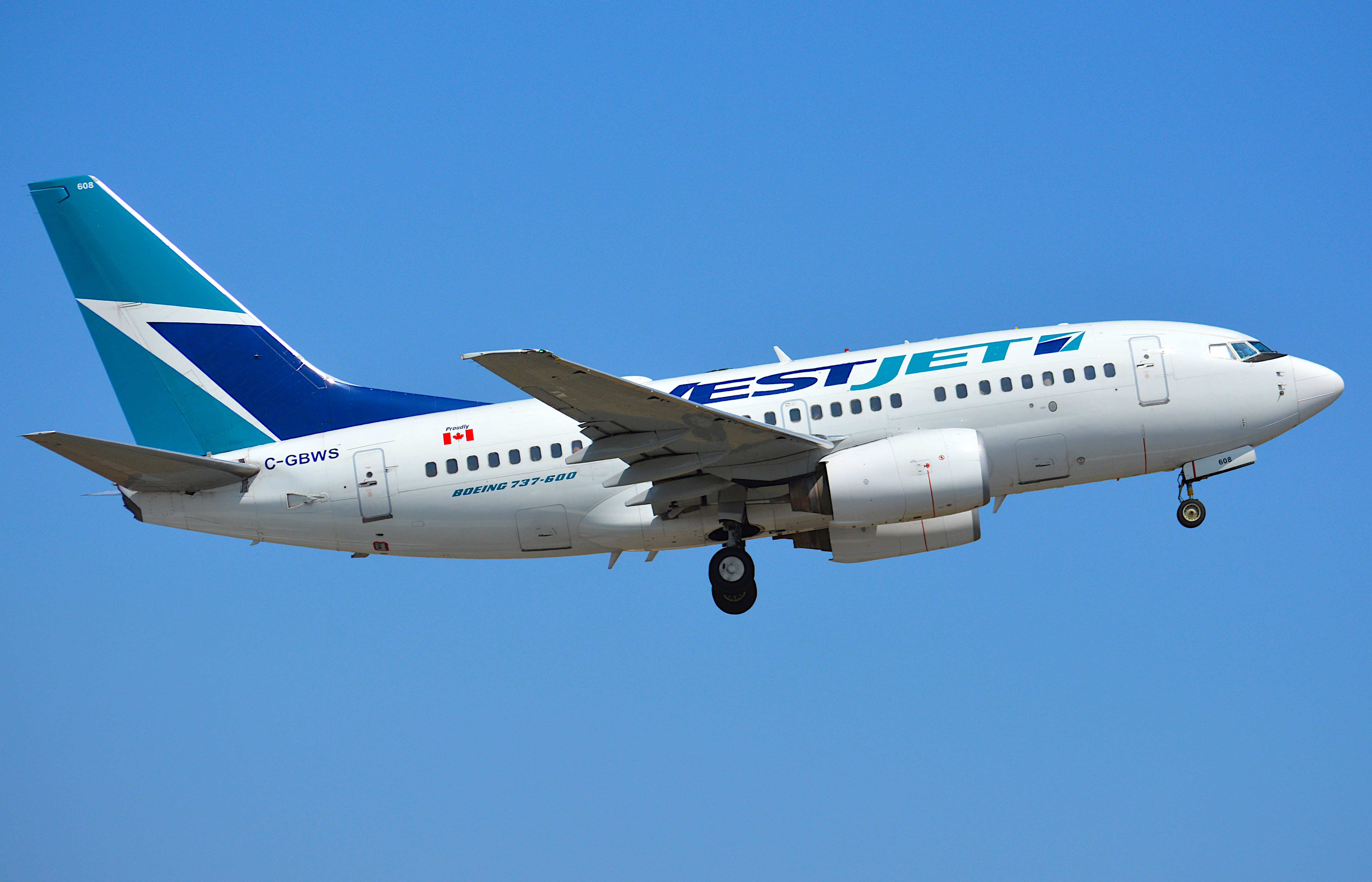
Boeing 737-600.
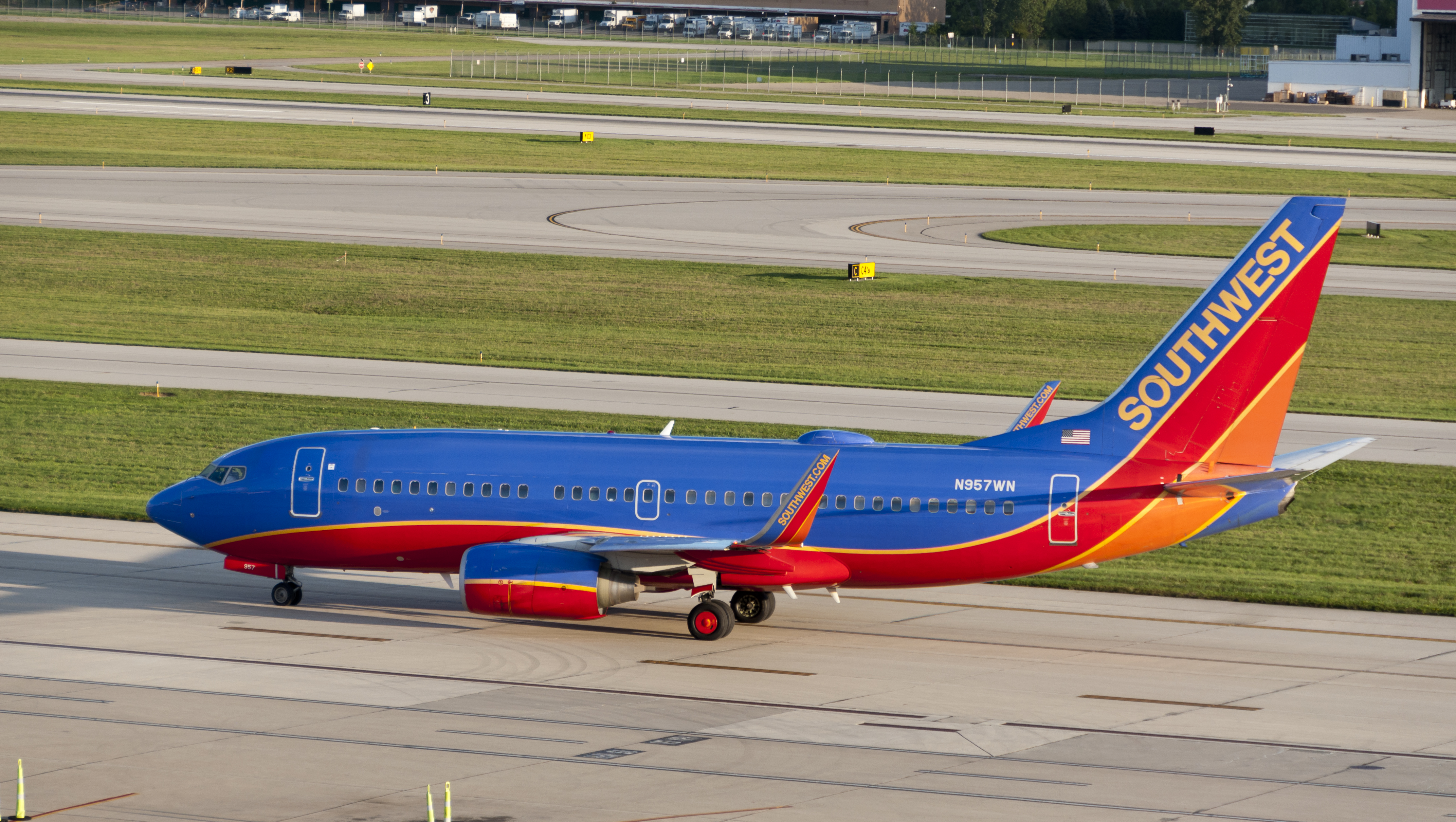
Boeing 737-700.
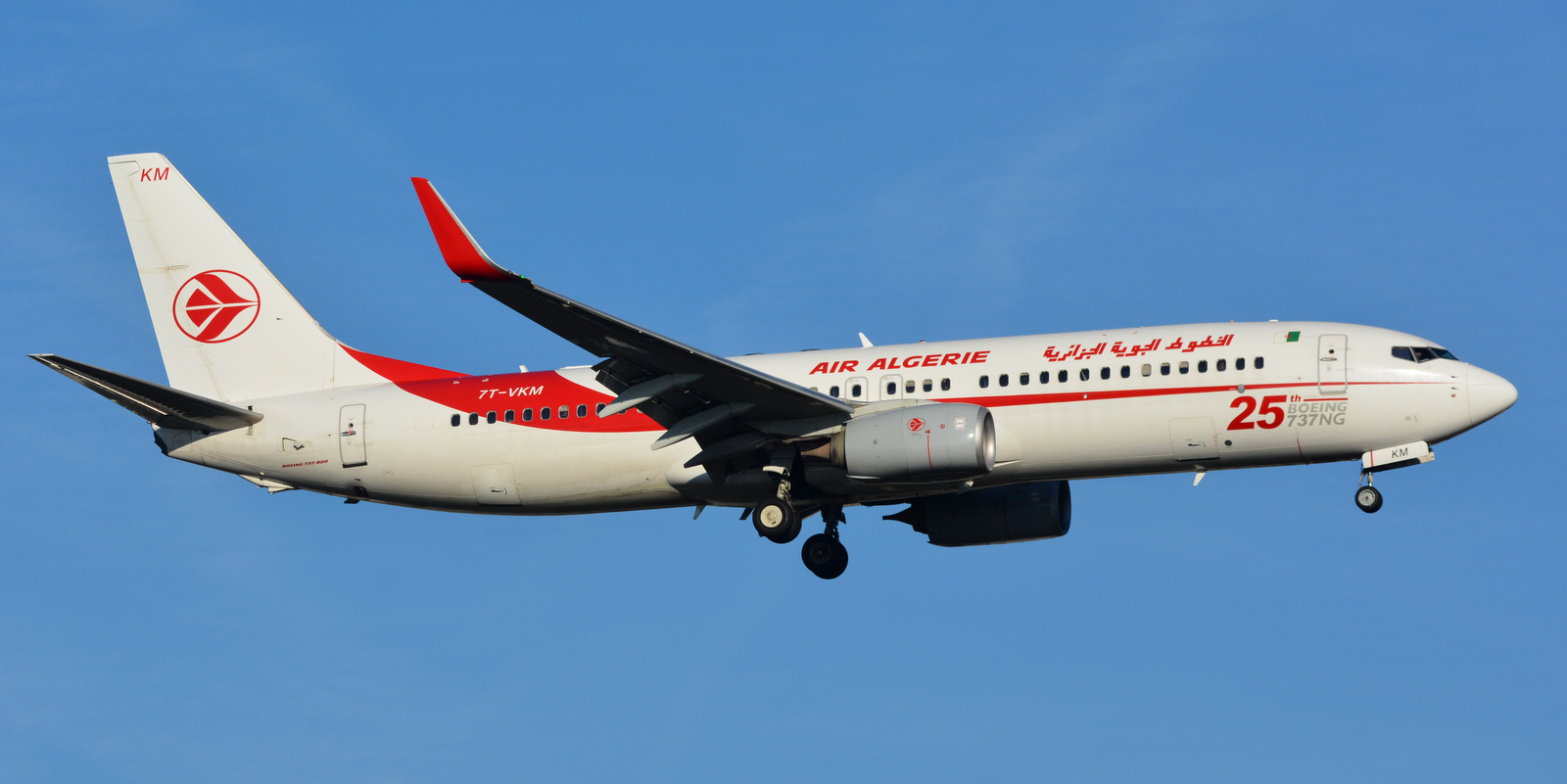
Boeing 737-800.
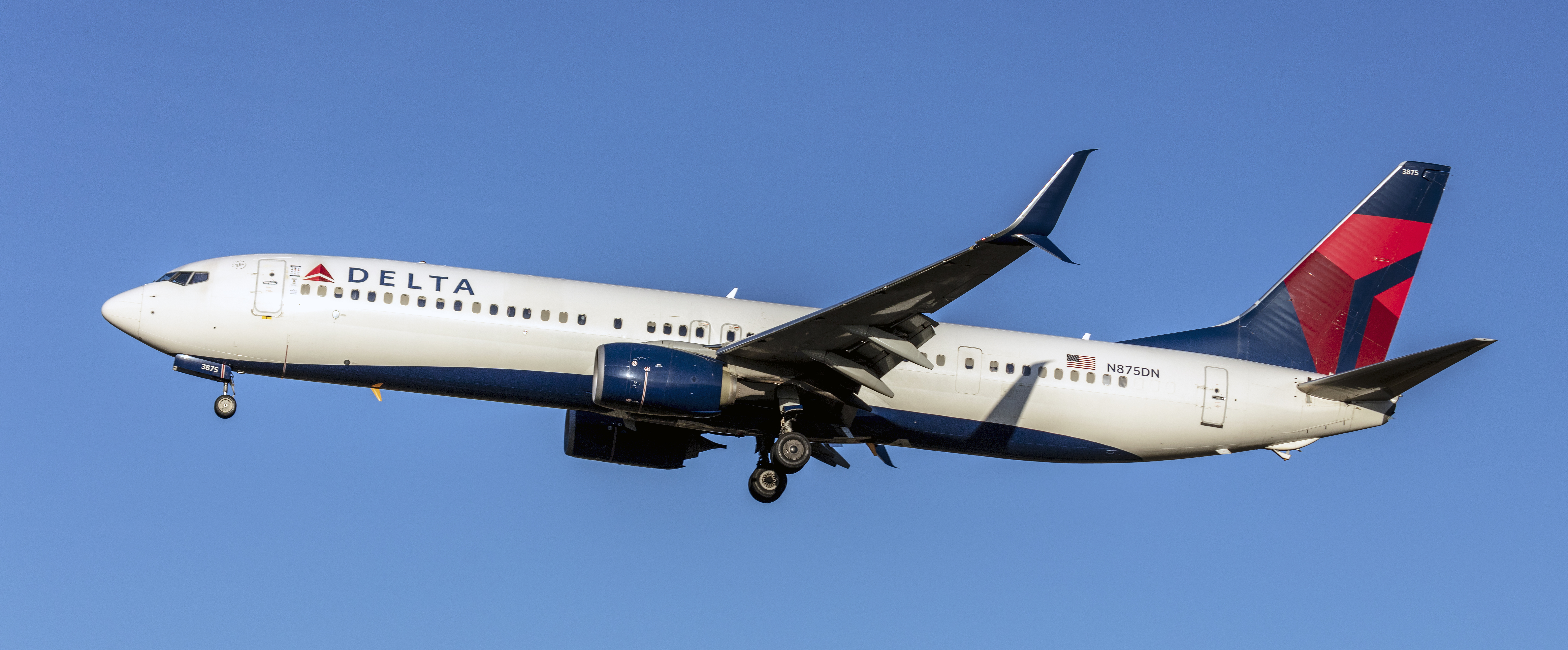
Boeing 737-900.

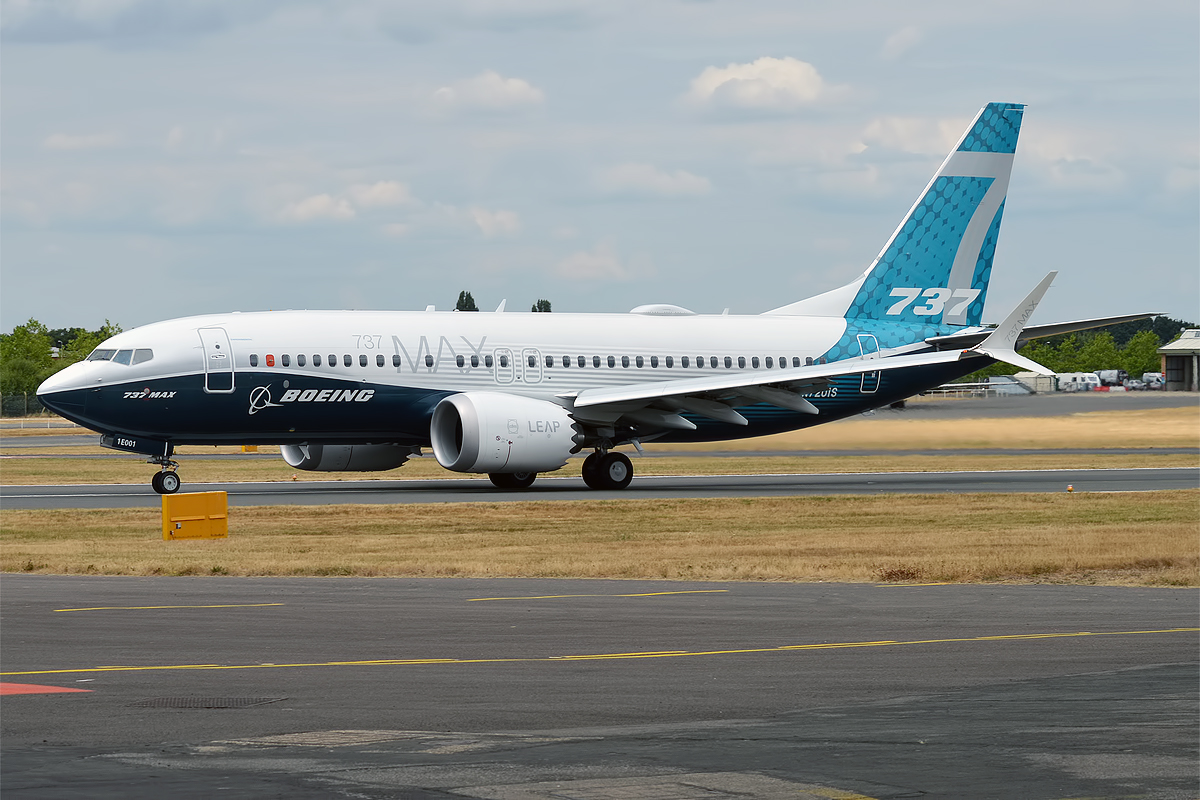
Boeing 737 MAX 7.
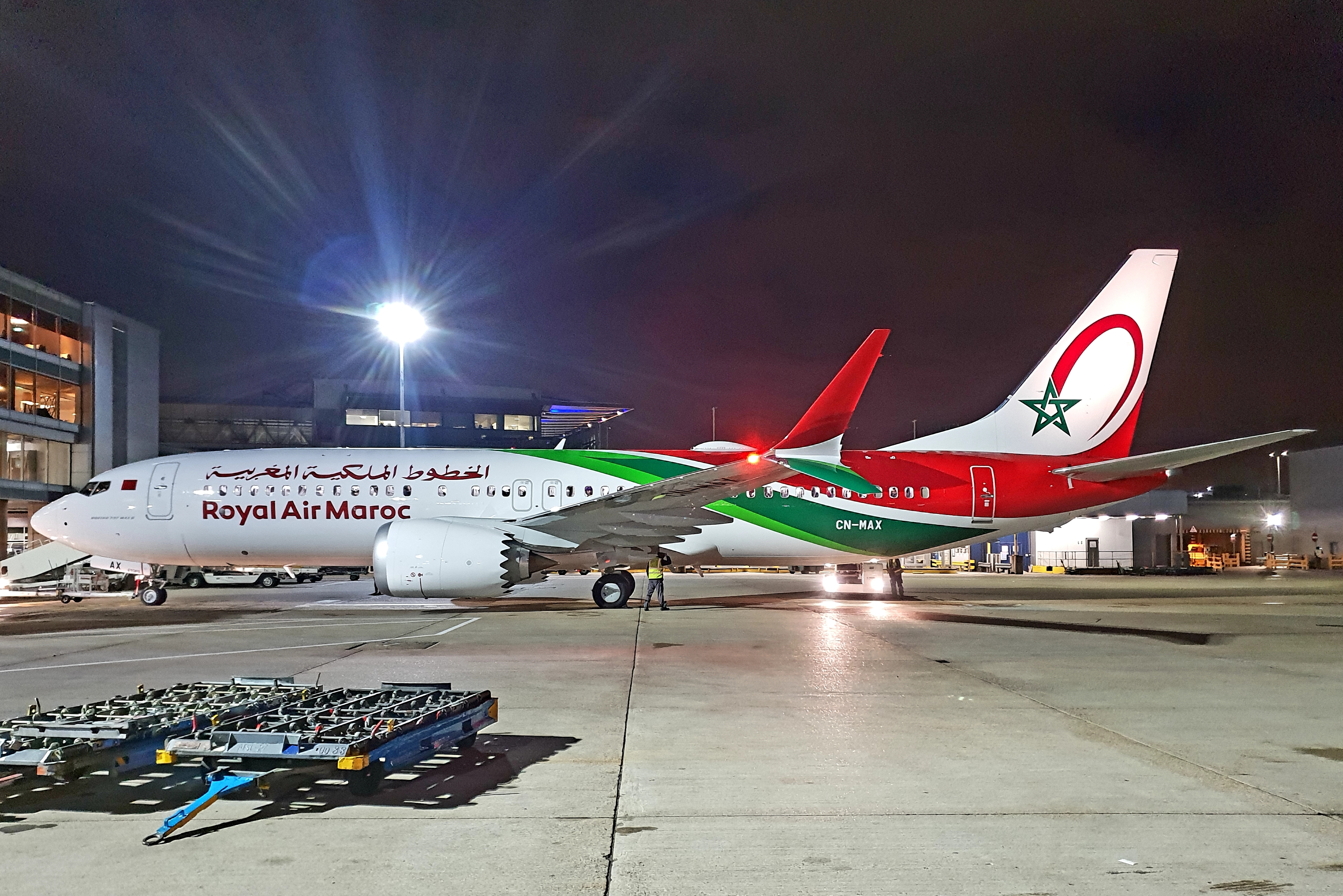
Boeing 737 MAX 8.
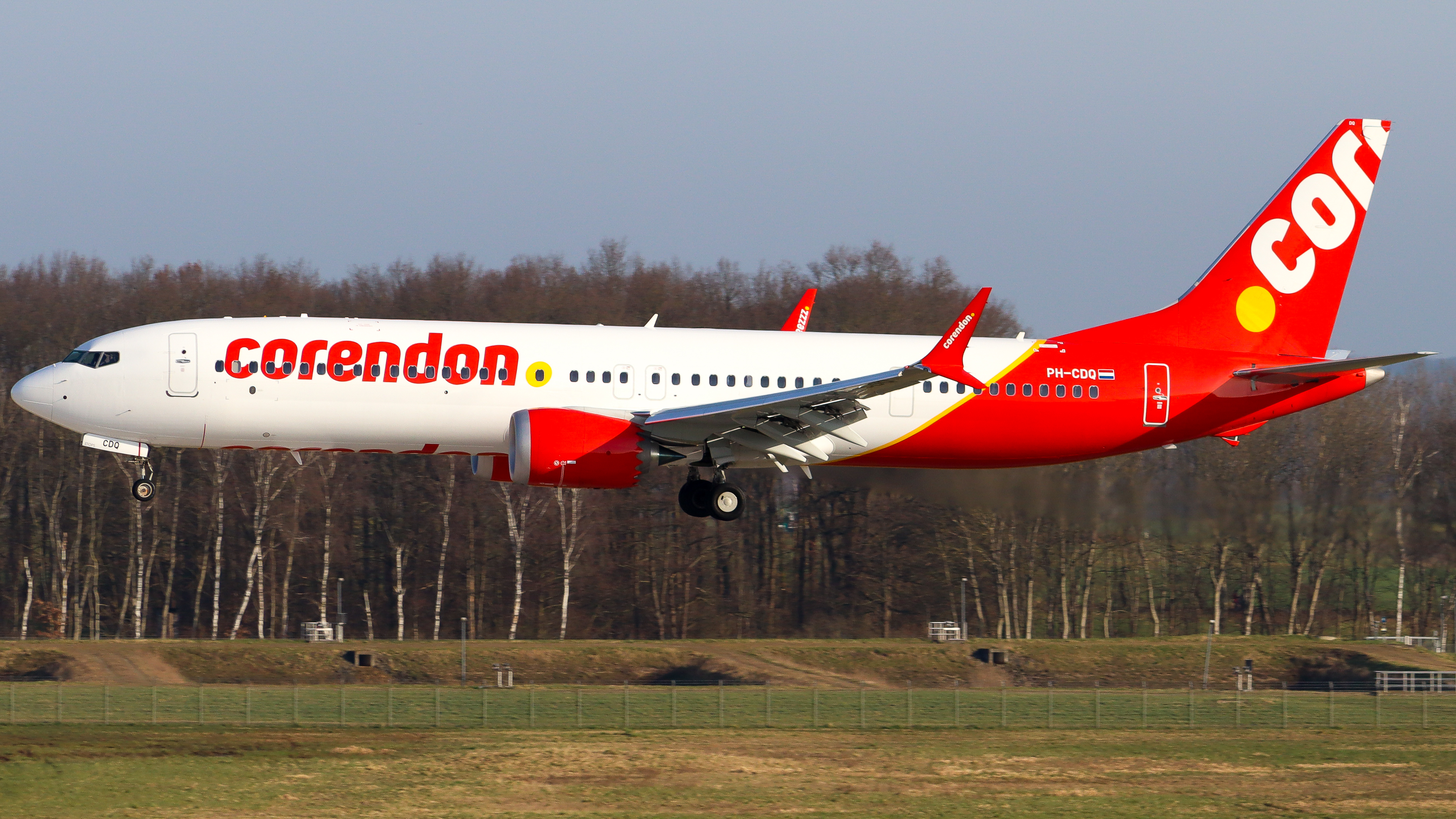
Boeing 737 MAX 9.
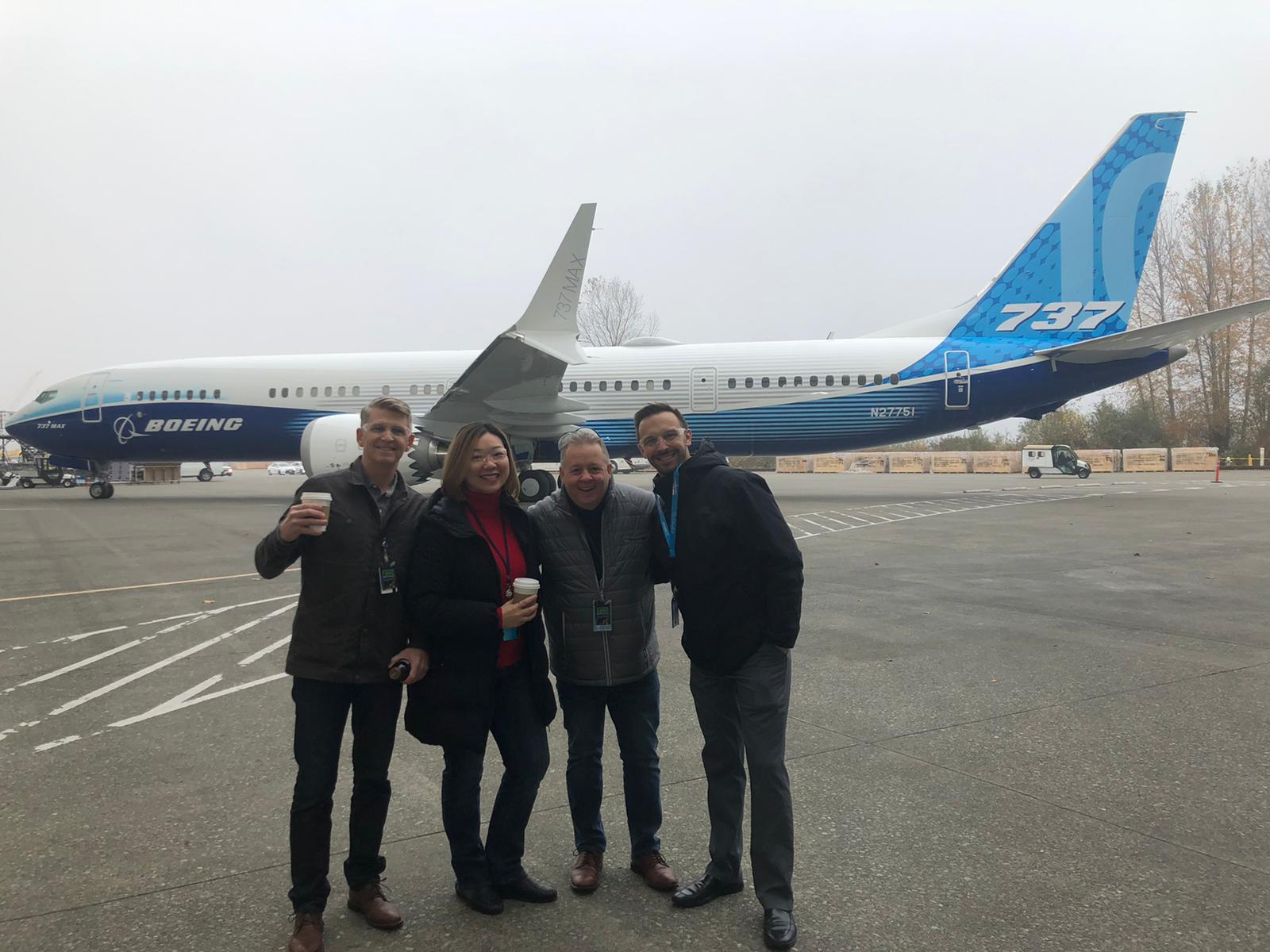
Boeing 737 MAX 10.

## Caractéristiques

### Première et deuxième générations

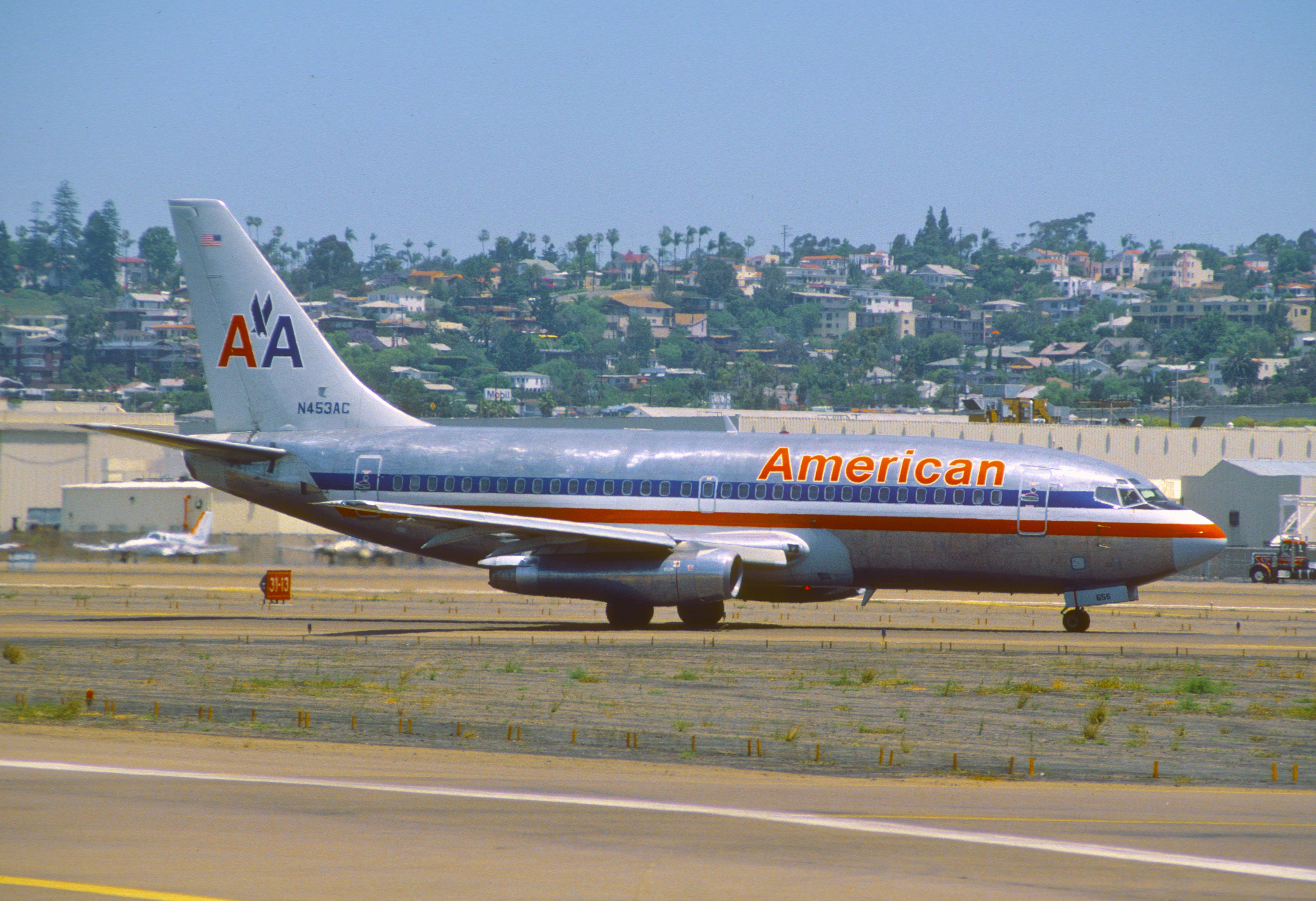
Boeing 737-200, ancienne génération.

|                               | 737-100              | 737-200              | 737-300              | 737-400              | 737-500              |
| ----------------------------- | -------------------- | -------------------- | -------------------- | -------------------- | -------------------- |
| Nombre de sièges              | 90-136               | 110-135              | 128-149              | 146-189              | 108-132              |
| Capacité cargo                | 18,5 m3              | 28,4 m3              | 30,2 m3              | 38,9 m3              | 23,3 m3              |
| Longueur                      | 28,65 m              | 30,53 m              | 33,4 m               | 36,5 m               | 29,79 m              |
| Hauteur de la queue           | 11,3 m               | 11,3 m               | 11,3 m               | 11,3 m               | 11,3 m               |
| Envergure                     | 28,35 m              | 28,35 m              | 28,88 m              | 28,88 m              | 28,88 m              |
| Masse maximale au décollage   | 49 895 kg            | 52 390 kg            | 63 276 kg            | 68 039 kg            | 60 554 kg            |
| Vitesse de croisière typique  | Mach 0,745           | Mach 0,745           | Mach 0,745           | Mach 0,745           | Mach 0,745           |
| Vitesse de croisière maximale | Mach 0,82            | Mach 0,82            | Mach 0,82            | Mach 0,82            | Mach 0,82            |
| Altitude maximale             | 37 000 ft / 11 280 m | 37 000 ft / 11 280 m | 37 000 ft / 11 280 m | 37 000 ft / 11 280 m | 37 000 ft / 11 280 m |
| Rayon d'action typique        | 2 593 km 1 400 nmi   | 3 704 km 2 000 nmi   | 5 093 km 2 750 nmi   | 4 630 km 2 500 nmi   | 5 371 km 2 900 nmi   |
| Kérosène transportable        | 17 860 ℓ             | 18 092 ℓ             | 23 827 ℓ             | 23 827 ℓ             | 20 103 ℓ             |
| Réacteurs (x2)                | PW JT8D-7            | PW JT8D-7 (ou -15)   | CFM56-3B-2           | CFM56-3B-2           | CFM56-3B-1           |
| Poussée (x2)                  | 62,28 kN             | 62,28 kN (68.95 kN)  | 98 kN                | 98 kN                | 89 kN                |

### Troisième et quatrième générations

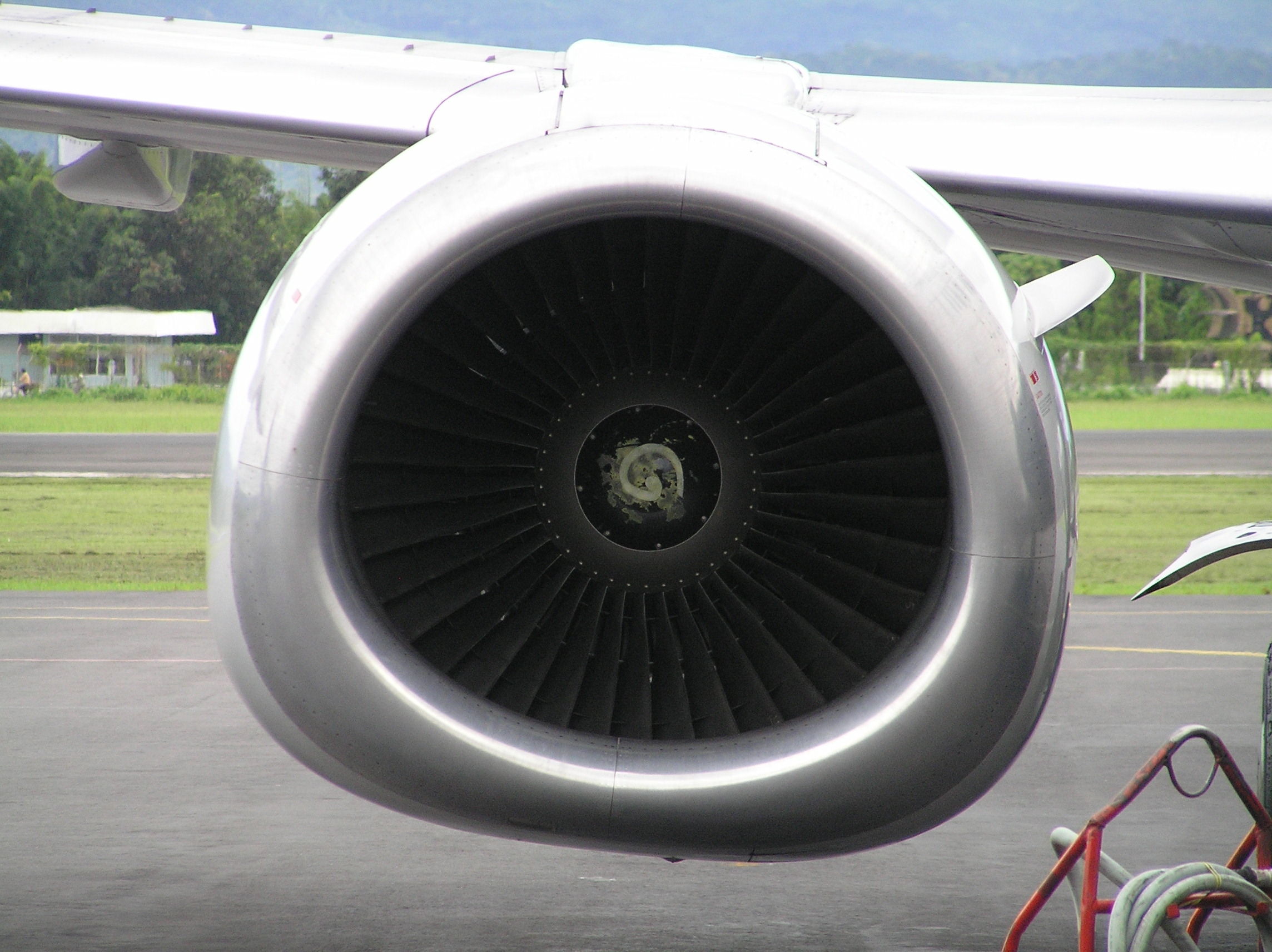
Moteur CFM56-3 dont la nacelle est de forme non circulaire d'un Boeing 737-400 moderne.

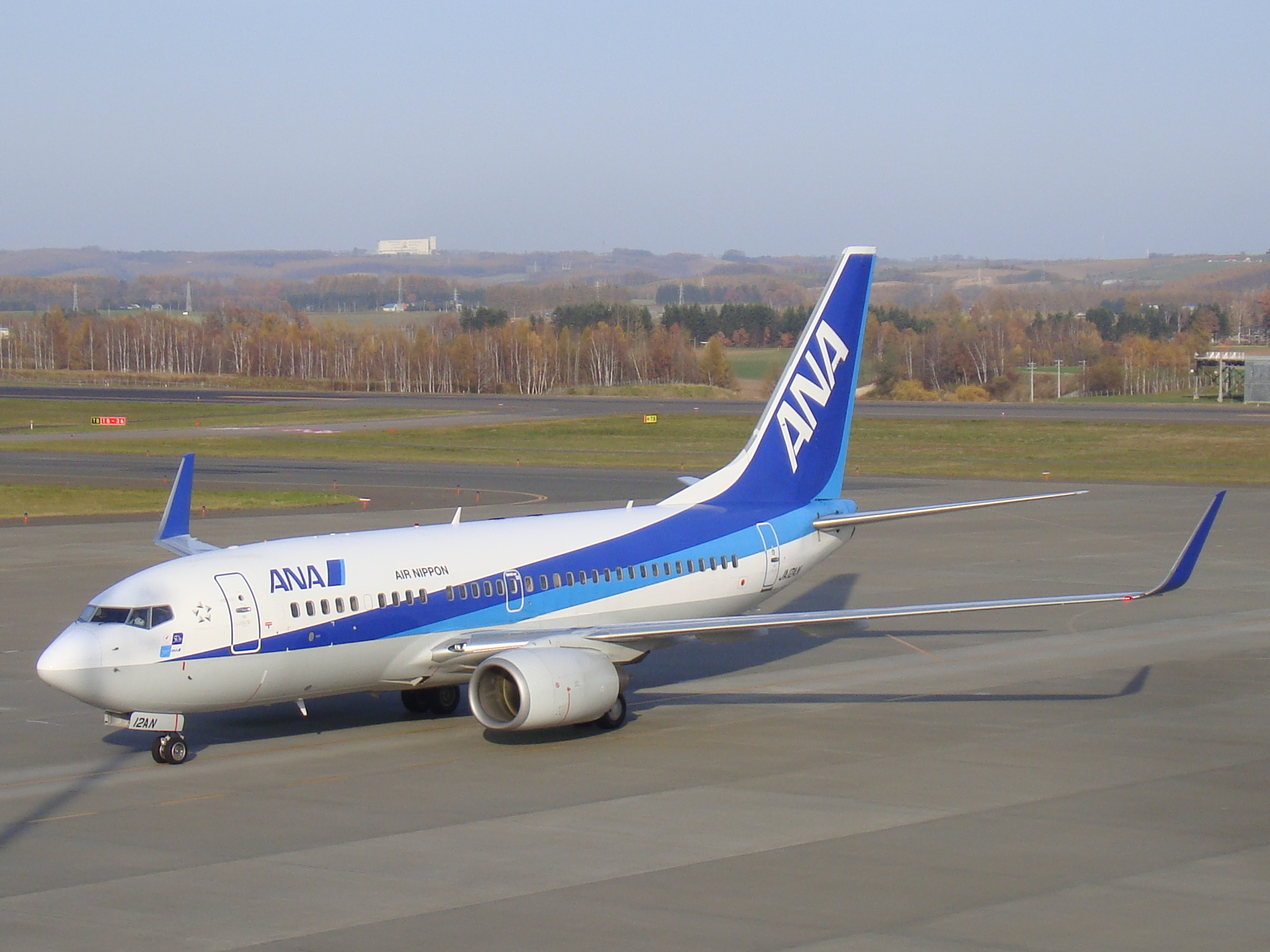
Boeing 737-700, nouvelle génération

|                               | 737-600                          | 737-700                          | 737-700ER                        | 737-800                          | 737-900ER                        |
| ----------------------------- | -------------------------------- | -------------------------------- | -------------------------------- | -------------------------------- | -------------------------------- |
| Nombre de sièges              | 110-132                          | 120-149                          | 110-130                          | 162-189                          | 180-215                          |
| Capacité cargo                | 20,4 m3                          | 27,3 m3                          | 23,3 m3                          | 44 m3                            | 51,7 m3                          |
| Longueur                      | 31,2 m                           | 33,6 m                           | 33,6 m                           | 39,5 m                           | 42,1 m                           |
| Hauteur de la queue           | 12,6 m                           | 12,5 m                           | 12,5 m                           | 12,5 m                           | 12,5 m                           |
| Envergure                     | 34,3 m ou 35,8 m (avec winglets) | 34,3 m ou 35,8 m (avec winglets) | 34,3 m ou 35,8 m (avec winglets) | 34,3 m ou 35,8 m (avec winglets) | 34,3 m ou 35,8 m (avec winglets) |
| Diamètre extérieur            | 3,53 m                           | 3,53 m                           | 3,53 m                           | 3,53 m                           | 3,53 m                           |
| Masse maximale au décollage   | 66 000 kg                        | 70 080 kg                        | 74 850 kg                        | 79 010 kg                        | 85 350 kg                        |
| Vitesse de croisière typique  | Mach 0,785                       | Mach 0,785                       | Mach 0,785                       | Mach 0,785                       | Mach 0,785                       |
| Vitesse de croisière maximale | Mach 0,82                        | Mach 0,82                        | Mach 0,82                        | Mach 0,82                        | Mach 0,82                        |
| Altitude maximale             | 41 000 ft / 12 500 m             | 41 000 ft / 12 500 m             | 41 000 ft / 12 500 m             | 41 000 ft / 12 500 m             | 41 000 ft / 12 500 m             |
| Rayon d'action maximal        | 5 648 km                         | 6 230 km                         | 10 200 km                        | 5 665 km                         | 6 230 km                         |
| Kérosène transportable        | 26 020 ℓ                         | 26 020 ℓ                         | 40 530 ℓ                         | 26 020 ℓ                         | 29 660 ℓ                         |
| Réacteurs (x2)                | CFM International CFM56-7        | CFM International CFM56-7        | CFM International CFM56-7        | CFM International CFM56-7        | CFM International CFM56-7        |
| Poussée (x2)                  | 101 kN                           | 117 kN                           | 117 kN                           | 121 kN                           | 121 kN                           |

|                              | 737 MAX 7                      | 737 MAX 8                                    | 737 MAX 9                      | 737 MAX 10                     |
| ---------------------------- | ------------------------------ | -------------------------------------------- | ------------------------------ | ------------------------------ |
| Nombre de sièges             | 153 (2 classes) 172 (1 classe) | 178 (2 classes) 189 (1 classe) 200 (MAX 200) | 193 (2 classes) 220 (1 classe) | 204 (2 classes) 230 (1 classe) |
| Capacité cargo               | 32,3 m3                        | 43,6 m3                                      | 51,3 m3                        | 55,5 m3                        |
| Longueur totale              | 35,56 m                        | 39,5 m                                       | 42,1 m                         | 43,8 m                         |
| Hauteur de la queue          | 12,3 m                         | 12,3 m                                       | 12,3 m                         | 12,3 m                         |
| Envergure                    | 35,9 m                         | 35,9 m                                       | 35,9 m                         | 35,9 m                         |
| Masse maximale au décollage  | 80 285 kg                      | 82 191 kg                                    | 88 314 kg                      | 89 765 kg                      |
| Vitesse de croisière typique | Mach 0,79                      | Mach 0,79                                    | Mach 0,79                      | Mach 0,79                      |
| Rayon d'action maximal       | 7 038 km                       | 6 704 km                                     | 6 658 km                       | 5 960 km                       |
| Réacteurs (x2)               | CFM International LEAP-1B      | CFM International LEAP-1B                    | CFM International LEAP-1B      | CFM International LEAP-1B      |
| Poussée (x2)                 | 100 à 120 kN                   | 100 à 120 kN                                 | 100 à 120 kN                   | 100 à 120 kN                   |

### Planches architecturales des 737

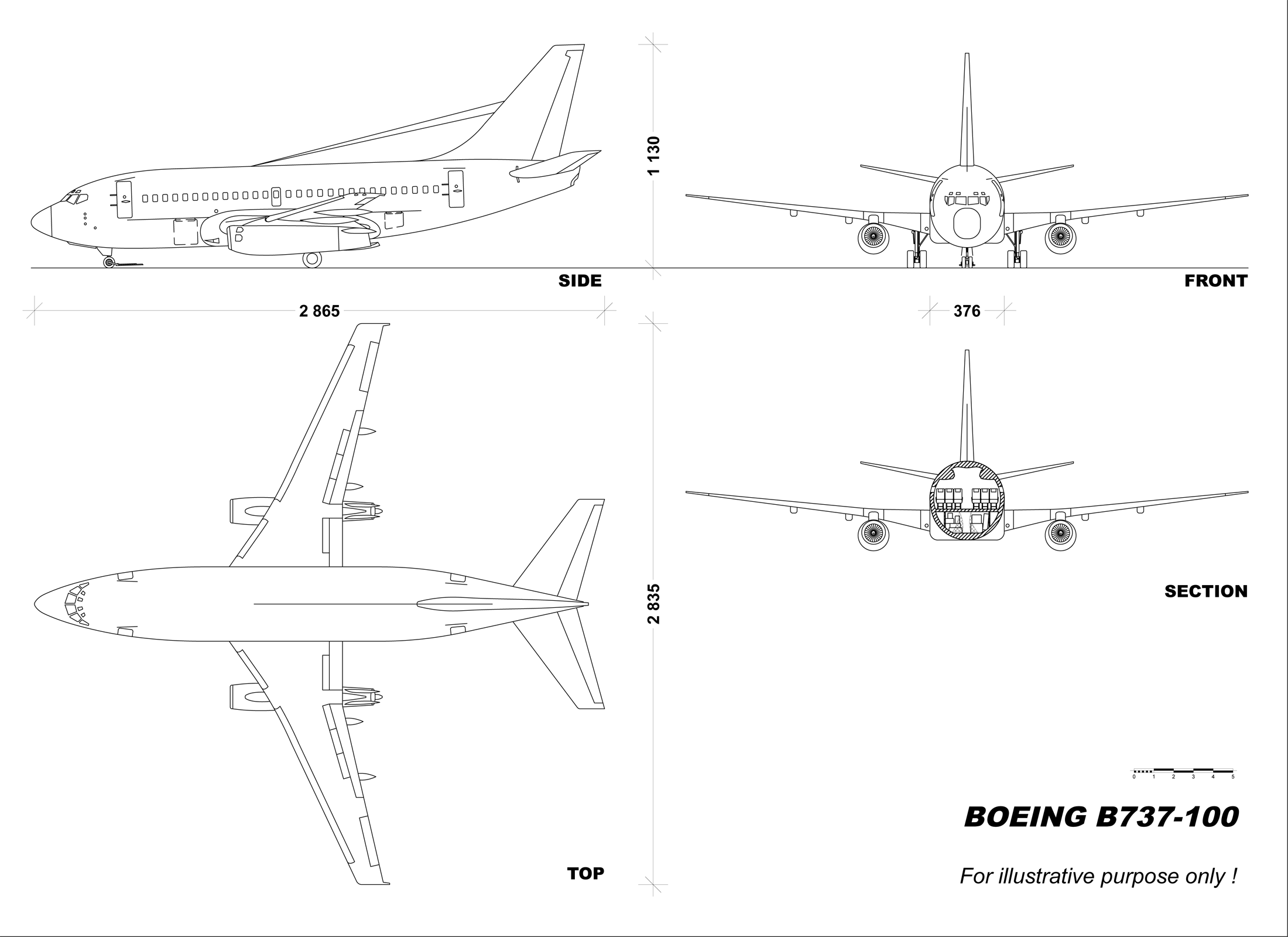
Boeing 737-100
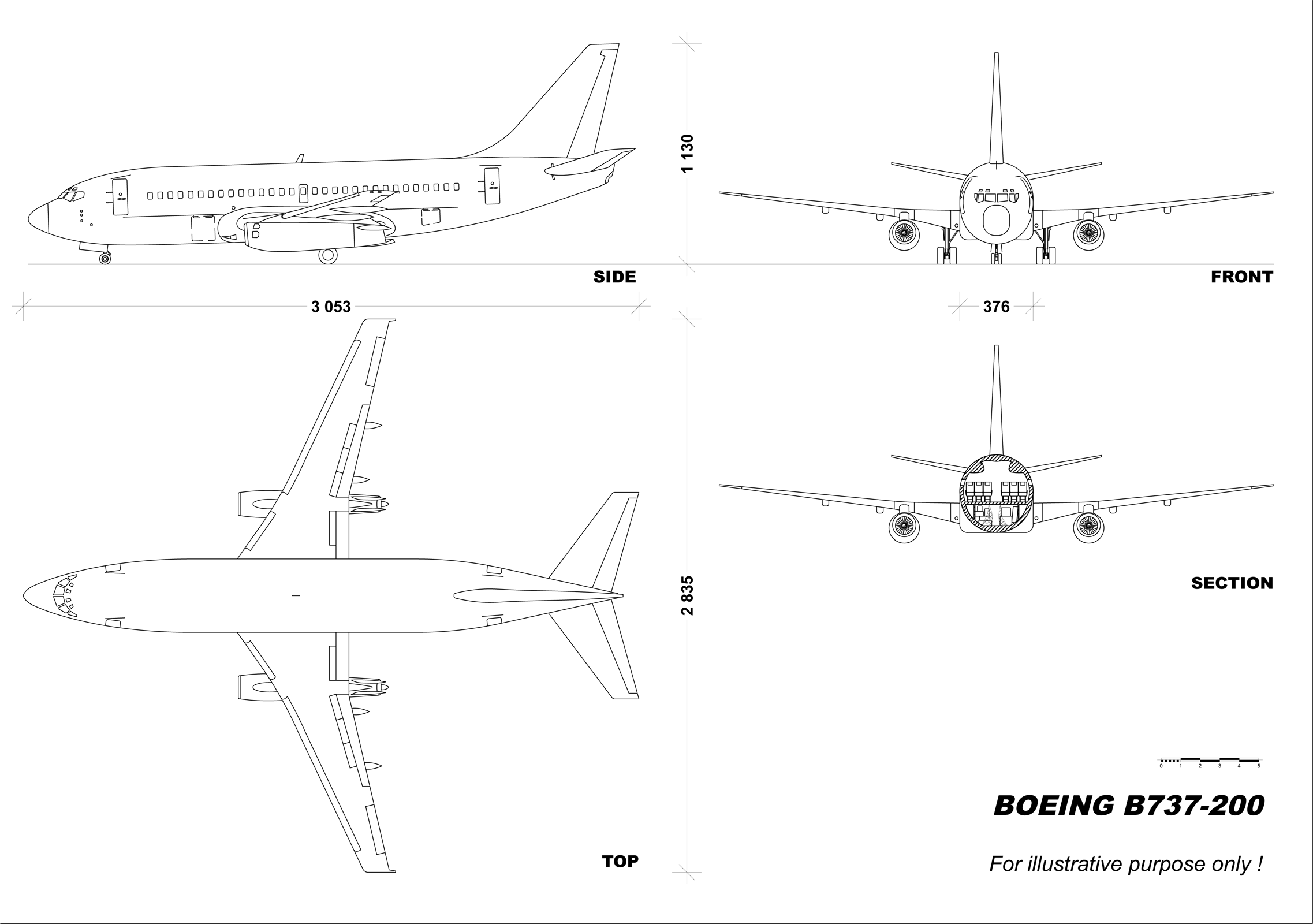
Boeing 737-200
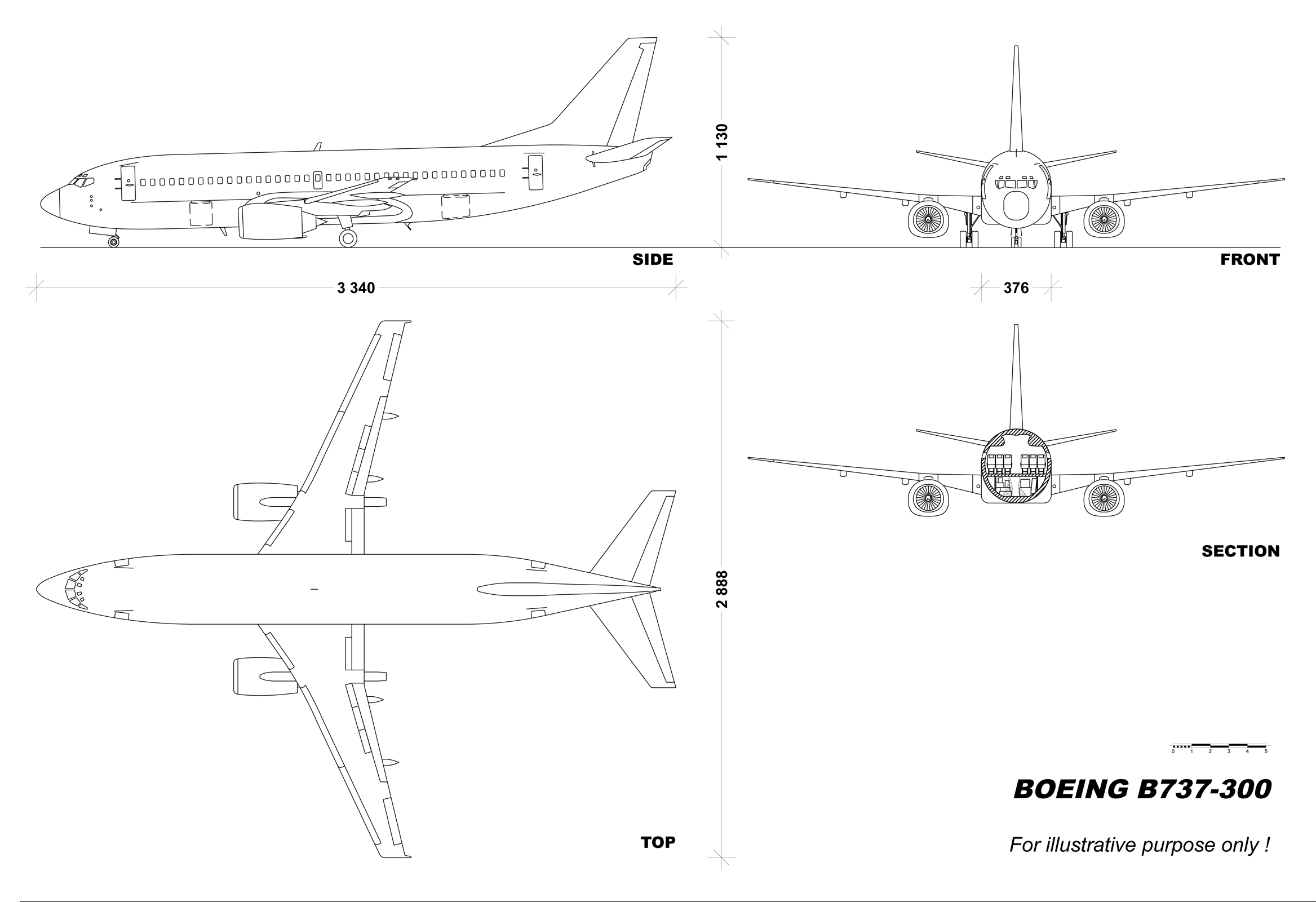
Boeing 737-300
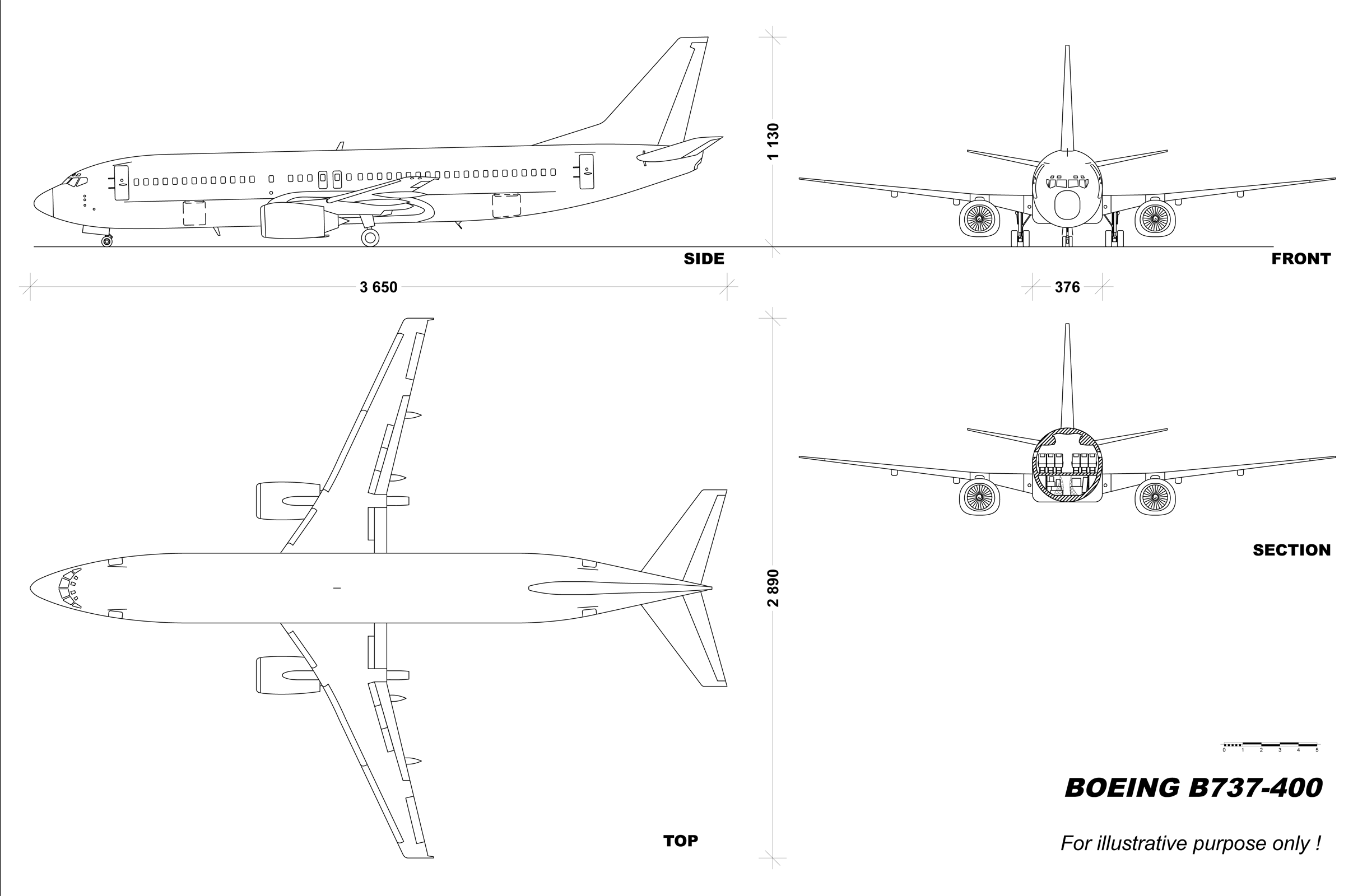
Boeing 737-400
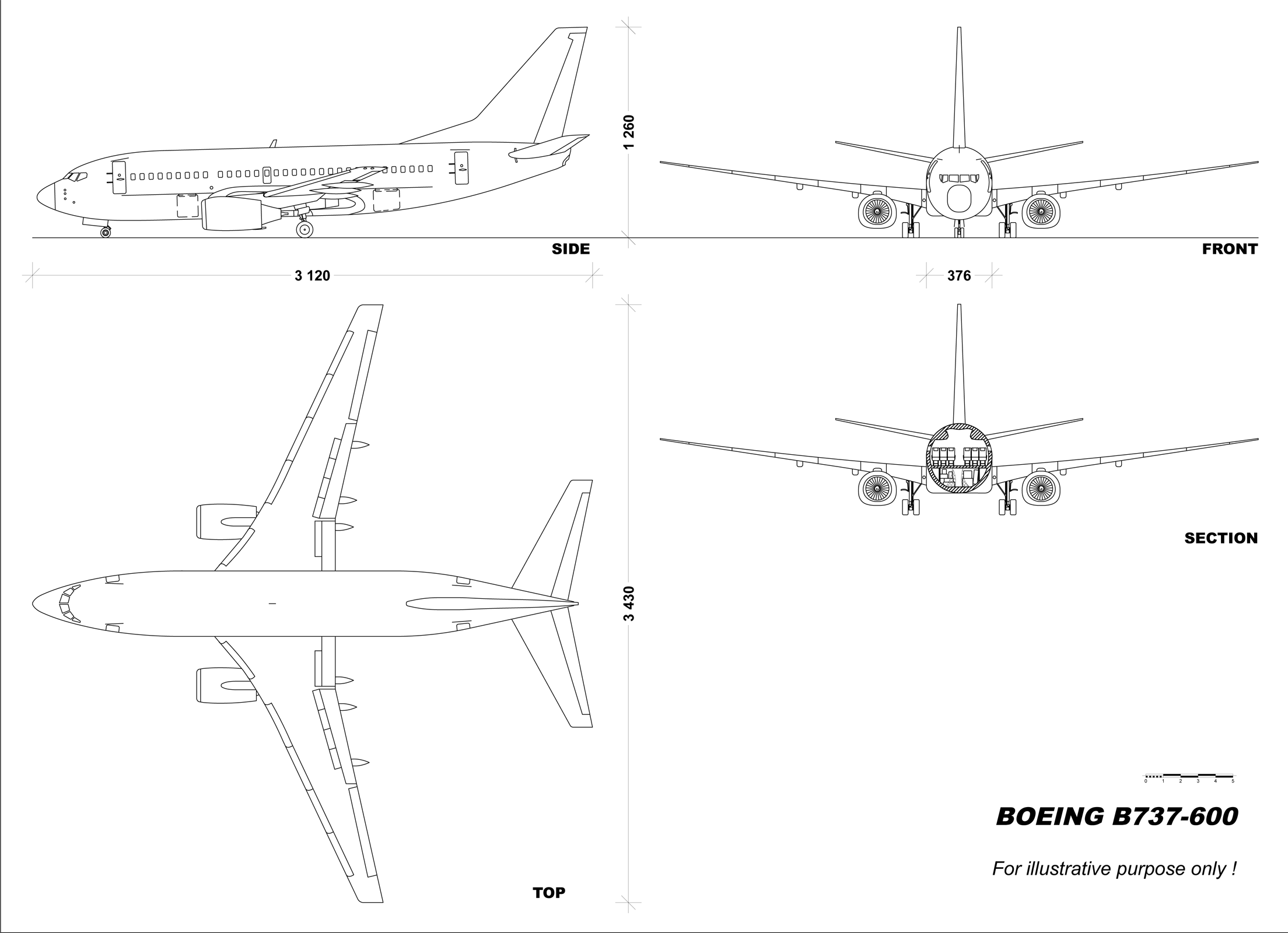
Boeing 737-600 (NG)
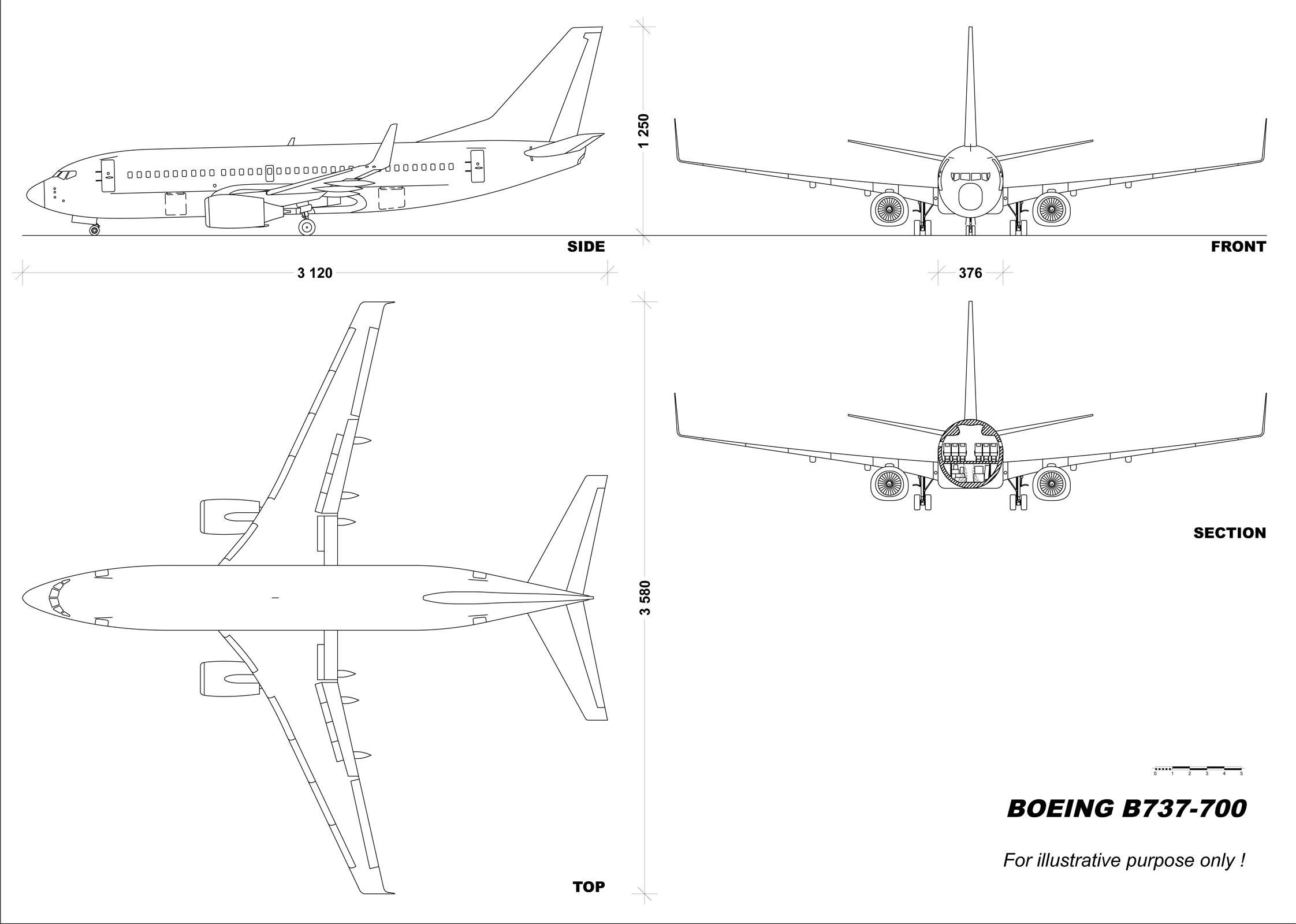
Boeing 737-700 (NG)
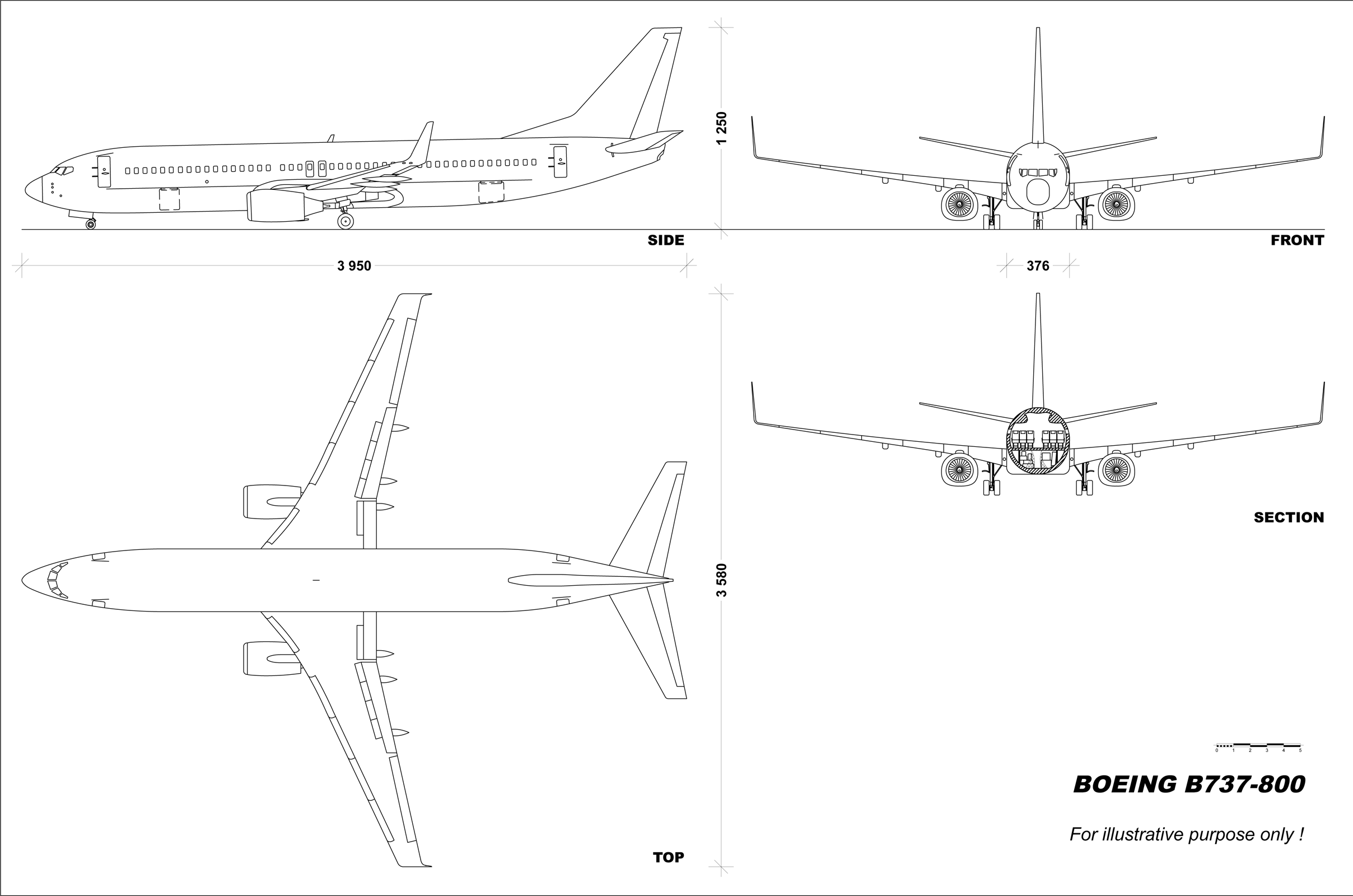
Boeing 737-800 (NG)
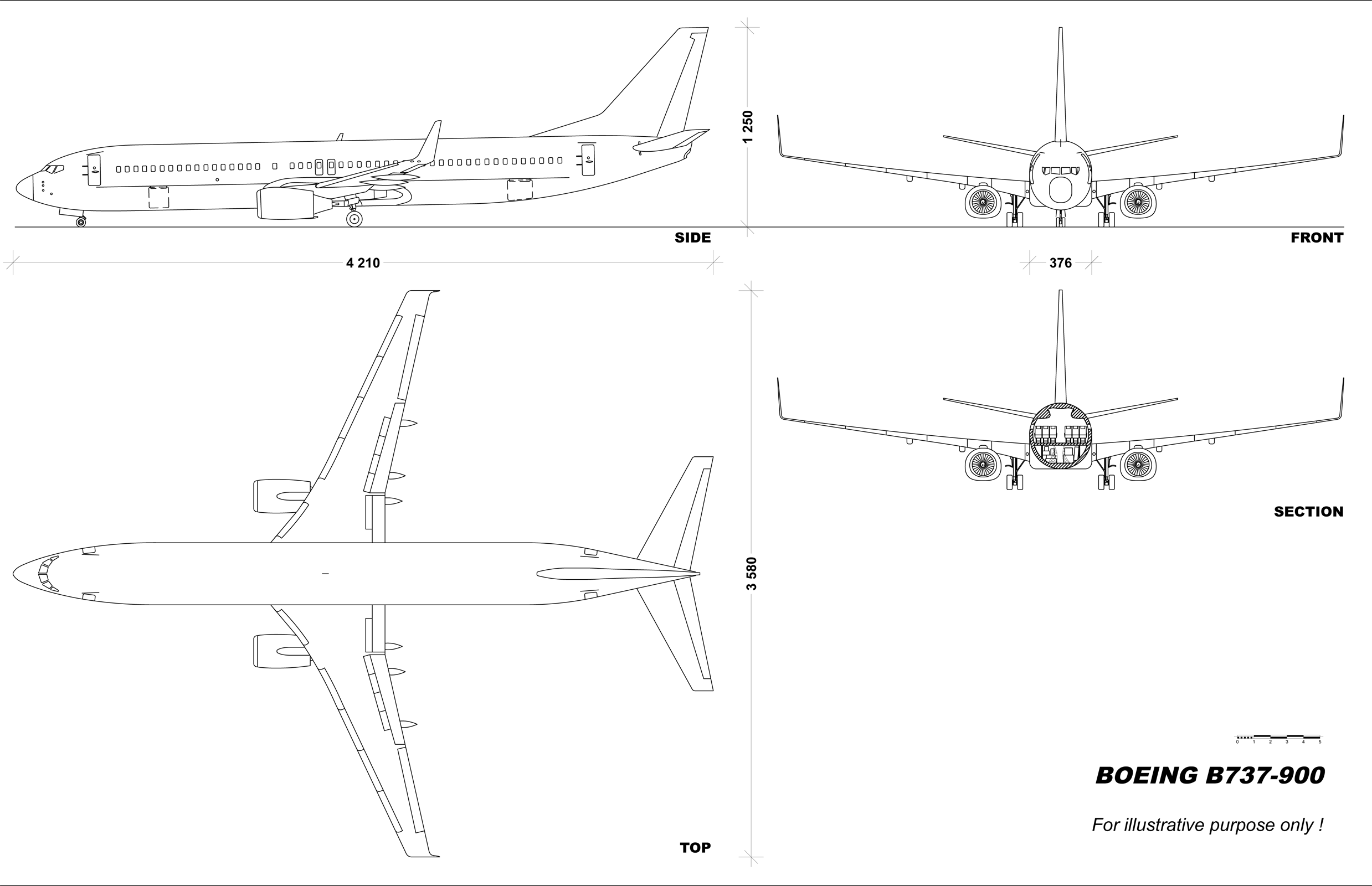
Boeing 737-900 (NG)

## Utilisateurs

### Opérateurs
En juillet 2018, 7 310 sont en service dans les compagnies aériennes.

### Commandes et livraisons
| Année      | 1965 | 1966 | 1967 | 1968 | 1969 | 1970 | 1971 | 1972 | 1973 | 1974 | 1975 | 1976 | 1977 | 1978 | 1979 | 1980 | 1981 | 1982 |
| ---------- | ---- | ---- | ---- | ---- | ---- | ---- | ---- | ---- | ---- | ---- | ---- | ---- | ---- | ---- | ---- | ---- | ---- | ---- |
| Commandes  | 83   | 35   | 61   | 47   | 28   | 21   | 48   | 14   | 42   | 47   | 35   | 39   | 37   | 145  | 78   | 95   | 121  | 71   |
| Livraisons | 0    | 0    | 4    | 105  | 114  | 37   | 29   | 22   | 23   | 55   | 51   | 41   | 25   | 40   | 77   | 92   | 108  | 95   |

| Année      | 1983 | 1984 | 1985 | 1986 | 1987 | 1988 | 1989 | 1990 | 1991 | 1992 | 1993 | 1994 | 1995 | 1996 | 1997 | 1998 | 1999 | 2000 |
| ---------- | ---- | ---- | ---- | ---- | ---- | ---- | ---- | ---- | ---- | ---- | ---- | ---- | ---- | ---- | ---- | ---- | ---- | ---- |
| Commandes  | 64   | 131  | 274  | 212  | 177  | 312  | 241  | 111  | 70   | 114  | 101  | 67   | 169  | 438  | 314  | 354  | 234  | 374  |
| Livraisons | 82   | 67   | 115  | 141  | 161  | 165  | 146  | 174  | 215  | 218  | 152  | 121  | 89   | 76   | 135  | 282  | 320  | 282  |

| Année      | 2001 | 2002 | 2003 | 2004 | 2005 | 2006 | 2007 | 2008 | 2009 | 2010 | 2011 | 2012  | 2013  | 2014  | 2015 | 2016 | 2017 | 2018 | Total  |
| ---------- | ---- | ---- | ---- | ---- | ---- | ---- | ---- | ---- | ---- | ---- | ---- | ----- | ----- | ----- | ---- | ---- | ---- | ---- | ------ |
| Commandes  | 188  | 162  | 203  | 151  | 542  | 663  | 704  | 429  | 174  | 390  | 532  | 1 137 | 1 129 | 1 123 | 656  | 630  | 828  | 760  | 15 207 |
| Livraisons | 299  | 223  | 173  | 202  | 212  | 302  | 330  | 290  | 372  | 376  | 372  | 415   | 440   | 485   | 495  | 490  | 529  | 580  | 10 444 |

Chiffres en décembre 2018, données de Boeing,.

### Compétition entre Boeing 737 et Airbus A320

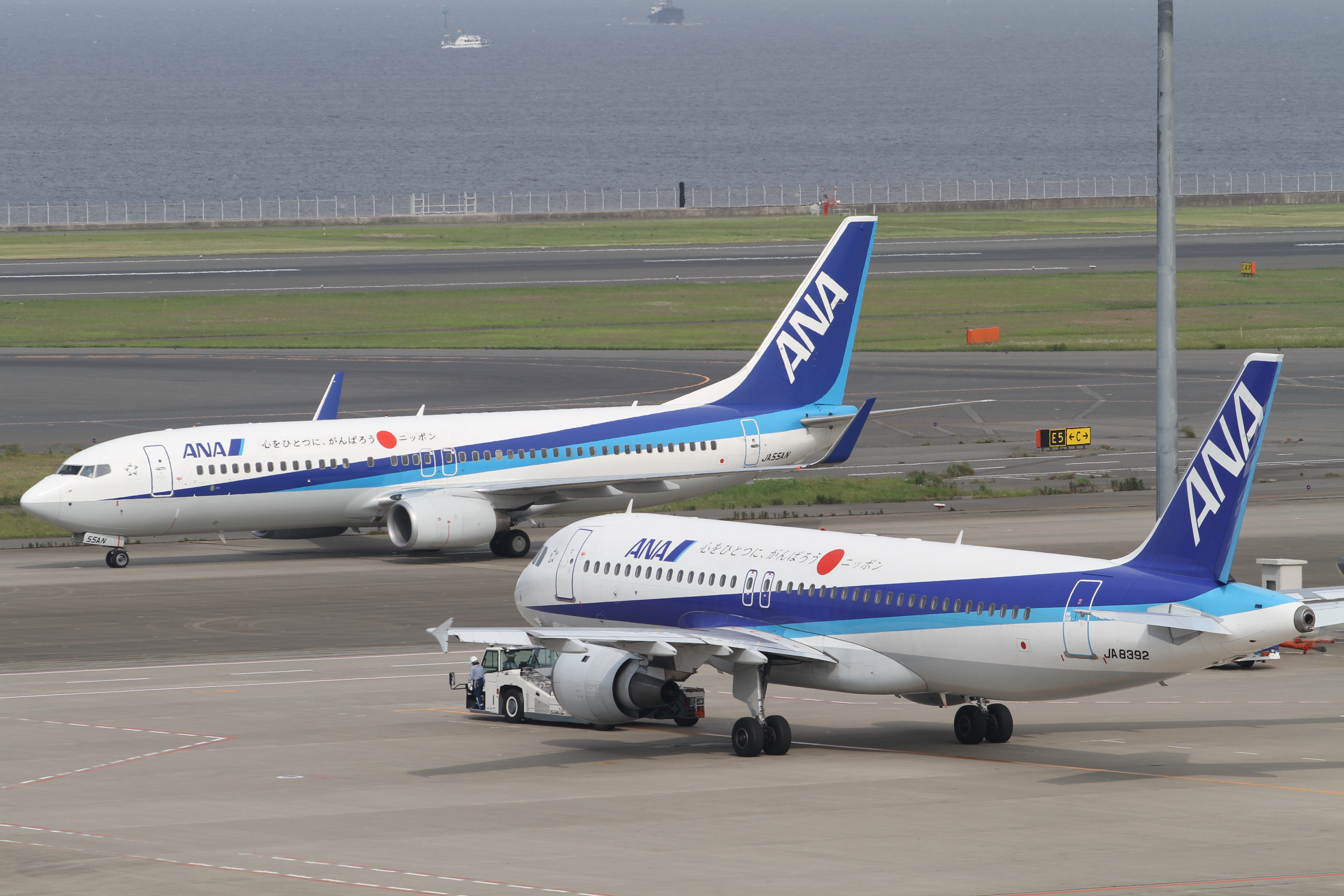
Boeing 737-800 et Airbus A320-200 de la compagnie japonaise ANA.

La concurrence acharnée que se livrent les deux plus grands avionneurs mondiaux que sont Boeing et Airbus est d'autant plus forte sur le segment des avions moyen-courrier, appelé à croître dans les vingt prochaines années. Depuis l'introduction de la famille A320 par Airbus en 1988, les différentes versions du Boeing 737 affrontent un concurrent de taille. Depuis 1988, l'avionneur américain a livré 7115 Boeing 737 et dispose de 4244 commandes en mars 2015. Airbus a parallèlement livré 6623 appareils de la famille A320 et enregistre un total de 5181 commandes le 30 juin 2015.
Au total, 7 310 Boeing 737 étaient en service en juillet 2018, contre 7 506 appareils de la famille A320.

### Liste par version
| Séries de modèle | Code OACI | Commandes | Livraisons | Commandes non livrées |
| ---------------- | --------- | --------- | ---------- | --------------------- |
| 737-100          | B731      | 30        | 30         | -                     |
| 737-200          | B732      | 991       | 991        | -                     |
| 737-200C         | B732      | 104       | 104        | -                     |
| 737-T43A         | B732      | 19        | 19         | -                     |
| 737-300          | B733      | 1113      | 1113       | -                     |
| 737-400          | B734      | 486       | 486        | -                     |
| 737-500          | B735      | 389       | 389        | -                     |
| 737-600          | B736      | 69        | 69         | -                     |
| 737-700          | B737      | 1128      | 1128       | -                     |
| 737-700C         | B737      | 22        | 22         | -                     |
| 737-700W         | B737      | 17        | 14         | 3                     |
| BBJ              | B737      | 121       | 121        | -                     |
| 737-800          | B738      | 4991      | 4989       | 2                     |
| 737-800A         | B738      | 175       | 133        | 42                    |
| BBJ2             | B738      | 23        | 21         | 2                     |
| 737-900          | B739      | 52        | 52         | -                     |
| 737-900ER        | B739      | 505       | 505        | -                     |
| BBJ3             | B739      | 7         | 7          | -                     |
| 737-700 MAX      | B37M      | 4559      | 387        | 4172                  |
| 737-800 MAX      | B38M      | 4559      | 387        | 4172                  |
| 737-900 MAX      | B39M      | 4559      | 387        | 4172                  |
| Total            | Total     | 14801     | 10580      | 4221                  |

Données de Boeing, juin 2020.

## Principaux accidents
Toutes versions confondues, le Boeing 737 affiche un taux d'accidents fatals de 0,23 accident par million de vols au 29 décembre 2019. À titre de comparaison, ce taux est de 0,08 pour la famille Airbus A320.
- 8 décembre 1972 : un 737-200 assurant le vol 553 de United Airlines s’écrase durant son approche vers l'aéroport Midway de Chicago au-dessus d’une zone résidentielle. Trois des six membres d’équipage et 40 des 55 passagers sont tués. Deux personnes au sol sont également tuées. Il s'agit du premier accident mortel impliquant un Boeing 737.
- 31 mai 1973 : Indian Airlines 737-200, près de New Delhi, en Inde. L’avion s’écrase et s’enflamme pendant l’atterrissage. Le crash tue cinq des sept membres d'équipage, ainsi que 43 des 58 passagers.
- 11 février 1978 : un 737-200 effectuant le vol 314 de Pacific Western Airlines s’écrase à l'aéroport de Cranbrook, au Canada, lors de l’atterrissage, après que les inverseurs de poussée ne se sont pas déployés correctement. Le crash tue quatre membres d’équipage et 38 des 44 passagers.
- 22 août 1981 : le 737-200 effectuant le vol 103 de Far Eastern Air Transport se désintègre en plein vol près de Sanyi, à Taïwan, tuant les six membres d’équipage et les 104 passagers à bord[101].
- 13 janvier 1982 : le 737-200 d'Air Florida, effectuant le vol 90, lors du décollage à Washington. Le pilote n’a pas activé l’anti-givrage, la puissance moteur est insuffisante et l’avion décroche dans le Potomac gelé. Le crash tue cinq membres d’équipage et 70 des 74 passagers.
- 11 mai 1983 : TAME 737-200; près de Cuenca, en Équateur. L’avion heurte le sol à l’atterrissage, tuant ses huit membres d’équipage et ses 111 passagers.
- 8 novembre 1983 : le 737-200 du vol TAAG 462, prés de Lubango, en Angola. L’avion se pose trop court sur la piste : cinq membres d’équipage et 121 de ses 126 passagers sont tués.
- 30 août 1984 : Cameroon Airlines 737-200, Douala, au Cameroun. Après l’atterrissage, un moteur s’enflamme et le feu se propage aux réservoirs, deux morts.
- 15 avril 1985 : Thai Airways 737-200, Phuket, en Thaïlande. L’avion heurte le sol dans l’obscurité à l’atterrissage, aucun survivant.
- 22 août 1985 : le 737-200 effectuant le vol British Airtours 28M s’enflamme lors du décollage à Manchester, en Angleterre, l'incendie provoque la mort de 53 de ses 131 passagers et de deux de ses six membres d’équipage.
- 28 janvier 1986 : le 737-200 du vol VASP 210, à Brasilia, au Brésil. L’avion effectue un atterrissage brutal et se brise en deux, ce qui provoque la mort de deux passagers.
- 16 février 1986 : le 737-200 du vol China Airlines 2265 s'écrase en mer, au large des îles Pescadores, à Taïwan, lors de l’atterrissage, tuant les sept passagers et six membres d’équipage présents à bord.
- 31 août 1987 : le 737-200 effectuant le vol Thai Airways 365, à Phuket, en Thaïlande. Pendant l’approche par beau temps, l’équipage perd le contrôle de l’appareil qui s’abîme en mer, neuf membres d’équipage et 74 passagers sont tués.
- 2 janvier 1988 : Lors du vol Condor Flugdienst 3782 entre Stuttgart et Izmir, en Turquie, durant l’approche, le 737-200 percute le flanc d'une colline prés d'Izmir. La cause est attribuée à une erreur de navigation. Le crash tue cinq membres d’équipage et onze passagers.
- 28 avril 1988 : le vol 243 d'Aloha Airlines transportant 89 passagers et six membres d'équipage est victime d'une décompression explosive qui fait une victime, une hôtesse éjectée en plein ciel. L'analyse de cet incident sera particulièrement utile aux enquêteurs pour réglementer les limites de vie en fatigue des avions ainsi que l'effet de la corrosion.
- Débris du vol British Midland 092.8 janvier 1989 : un Boeing 737-400 qui assurait le vol British Midland 092 s'écrase sur un talus de l'autoroute M1 près de Kegworth dans le Leicestershire au centre de l'Angleterre. L'avion essayait de faire un atterrissage d'urgence à l'aéroport d'East Midlands tout proche à cause d'un problème de moteurs. L'accident tue 47 personnes et fait 74 blessés graves, dont les sept membres d'équipage. À la suite de cet accident, les 99 Boeing 737-400 alors en service furent cloués au sol en attente d'une modification de leurs moteurs, l'enquête ayant démontré une faiblesse des ailettes sur la nouvelle version des réacteurs des 400.

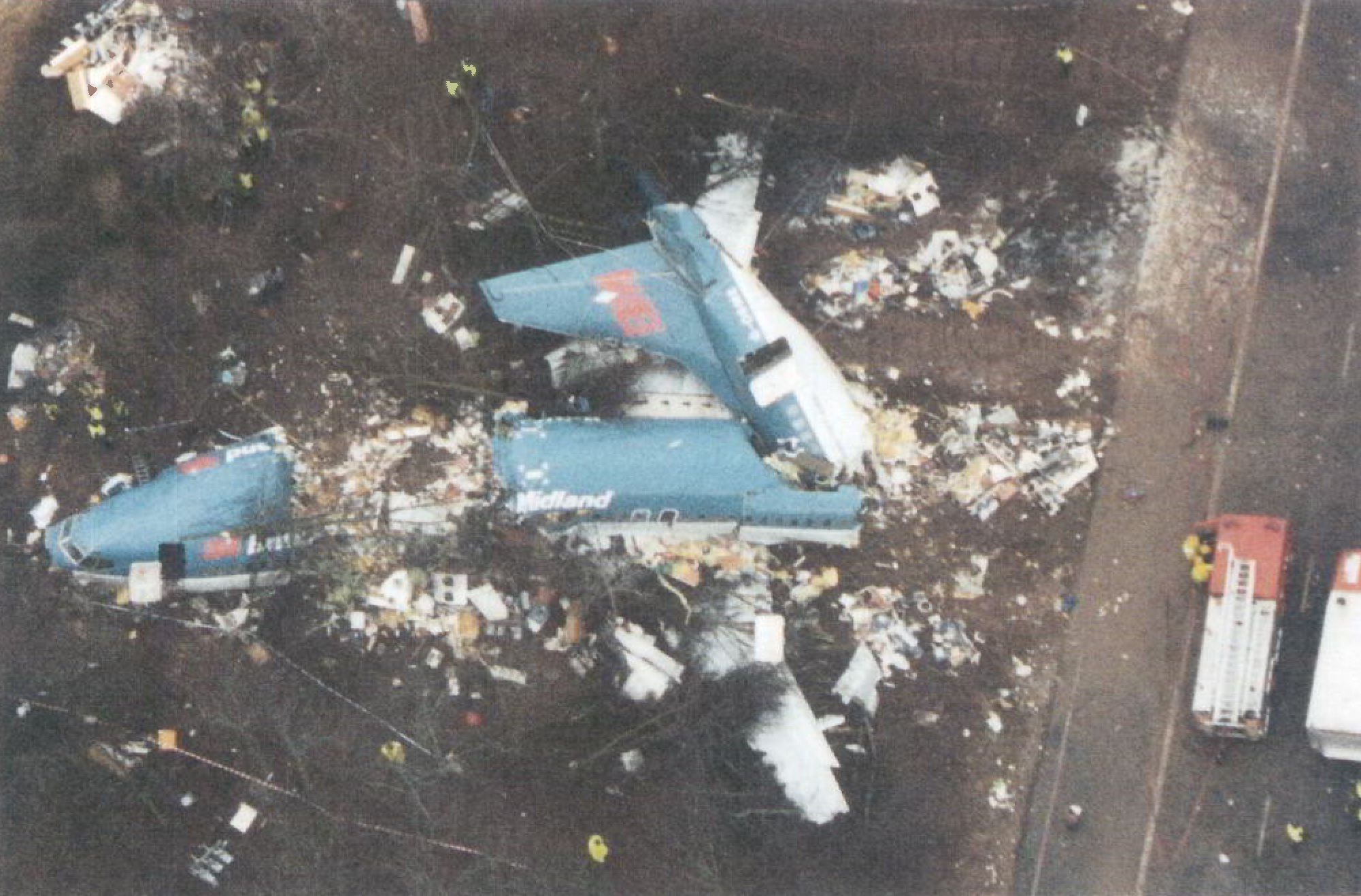
Débris du vol British Midland 092.

- 1er février 1991 : un Boeing 737-300 d'USAir, assurant le vol 1493, entre en collision lors de son atterrissage à l'aéroport de Los Angeles, à la suite d'une erreur des contrôleurs aériens, avec le vol SkyWest Airlines 5569, un Fairchild Metro III qui attendait l'autorisation de décollage à mi-piste. Le Metro III, beaucoup plus petit, est écrasé par le Boeing 737 qui finit sa course dans un hangar désaffecté. Les douze occupants du Metro III sont tués sur le coup. Vingt-deux des 89 personnes à bord du Boeing trouvent également la mort, parmi lesquelles le commandant de bord.
- 3 mars 1991 : un Boeing 737-200 d'United Airlines, effectuant le vol 585, s'écrase à Colorado Springs, dans l'État américain du Colorado à la suite d'une perte de contrôle de l'appareil à l'atterrissage, ce qui tue les 25 passagers et membres d'équipage présents à bord.
- 8 juin 1992 : un Boeing 737-204 de Copa Airlines, effectuant le vol 201, s'écrase à Tucuti, Panama, tuant ses 47 occupants.
- 8 septembre 1994 : un Boeing 737-300 d'USAir, effectuant le vol 427, décolle de l'aéroport O'Hare de Chicago en route pour Pittsburgh, en Pennsylvanie. À 19 h 3, le pilote perd le contrôle de l'appareil, les 127 passagers et cinq membres d'équipage meurent dans l'accident.

Les causes de ces deux accidents (vol 585 et vol 427) ne seront expliquées que quatre ans et demi plus tard à la suite d'un incident similaire survenu le 6 juin 1996 sur le vol 517 de la compagnie Eastwind Airlines. Il s'agit de la plus longue enquête de l'histoire de l'aviation civile ; elle incriminera la servovalve (PCU) de gouverne de direction pouvant, à la suite d'un choc thermique, se bloquer voire fonctionner à l'envers. Une formation spécifique des pilotes de B737 à cette panne, et une modification des servovalves ont depuis été mises en œuvre.
- 6 mars 2003 : un Boeing 737-200 assurant le vol 6289 d'Air Algérie s'écrase à Tamanrasset, l'accident fait 102 morts et laisse un survivant.
- 8 juillet 2003 : un Boeing 737-200 assurant le vol 139 de Sudan Airways s'écrase lors d'un vol intérieur. On ne retrouve qu'un seul survivant parmi les 117 passagers.
- 3 janvier 2004 : le vol Flash Airlines 604, un Boeing 737-300 de la compagnie charter égyptienne Flash Airlines, s'abîme dans la Mer Rouge peu après son décollage de Charm el-Cheikh et 148 personnes, en grande majorité des touristes français, meurent dans l'accident. L'enquête démontre que l'accident est dû à une erreur de pilotage.
- 3 février 2005 : le 737-200 du vol 904 de Kam Air, une compagnie privée afghane, s'écrase dans la région de Kaboul, aucun survivant parmi les 104 occupants.
- 14 août 2005 : le vol 522 de la compagnie chypriote Helios Airways s'écrase avec 115 passagers à son bord, dont 48 enfants et six membres d'équipage. En provenance de Larnaca (Chypre) et à destination de Athènes (Grèce), l'appareil s'écrase sur une zone non habitée à Varnava, à 40 kilomètres d'Athènes en Grèce, l'avion n'avait plus de carburant. Il n'y a aucun survivant. 20 octobre 2005 : Il se confirmerait qu'à la suite d'une intervention technique, la vanne de pressurisation soit restée en position manuelle, donc ouverte. Durant la montée (dépressurisée), l'équipage n'aurait pas clairement identifié l'alarme « cabin altitude » en la confondant avec l'alarme de configuration décollage (dont ils n'ont pas tenu compte puisqu'ils étaient déjà en vol).
- 23 août 2005 : un Boeing 737-200 de la TANS Peru, assurant le vol 204, s'écrase peu avant l'atterrissage à Pucallpa au Pérou, 40 de ses 98 passagers et membres d'équipage sont tués.
- 5 septembre 2005 : un 737-200 de la compagnie indonésienne Mandala Airlines, assurant le vol 091, s'écrase peu après le décollage sur une zone habitée de la ville de Medan dans l'île de Sumatra. Le bilan est lourd : 101 des 117 occupants de l'avion et 47 victimes au sol.
- 22 octobre 2005 : un Boeing 737-200 de la compagnie Bellview Airlines (Nigeria), assurant le vol 210, s'écrase trois minutes après son décollage de Lagos, près d'Otta. Ce vol en direction d'Abuja transportait 116 passagers, aucun survivant.
- 29 septembre 2006 : un Boeing 737-800 de la compagnie brésilienne Gol disparaît des écrans radar, à la suite d'une collision avec un Embraer Legacy 600 (avion d'affaires à réaction, capacité de seize personnes), durant le vol 1907 entre Manaus et Brasilia. L'avion transportait 154 personnes dont 149 passagers). L'accident ne laisse aucun survivant tandis qu'aucun des sept occupants du Legacy 600 n'est blessé. La cause de l'accident est que les deux appareils circulaient à la même altitude. L'enquête démontrera une faille dans le système de gestion de la circulation aérienne brésilien et révélera un manque de formation des contrôleurs.
- 1er janvier 2007 : un Boeing 737-400 de la compagnie indonésienne Adam Air, effectuant le vol 574, disparaît avec 102 personnes à bord.
- 7 mars 2007 : un Boeing 737-400 de la compagnie indonésienne Garuda Indonesia rate son atterrissage sur une des pistes de l'aéroport de Yogyakarta, dans l'île de Java. Selon la compagnie aérienne, le bilan est de 22 morts et 108 blessés sur les 140 passagers que comptait le vol. Il semblerait que la vitesse trop élevée lors de l'atterrissage soit à l'origine de l'accident.
- 5 mai 2007 : un Boeing 737-800 de la compagnie Kenya Airways, assurant le vol 507, dont on avait perdu la trace après son décollage au Cameroun, s'écrase. L'appareil transportait 106 passagers et 8 membres d'équipage, en plus du pilote. Il effectuait la liaison entre Abidjan, en Côte d'Ivoire et la capitale du Kenya, Nairobi, avec escale dans la ville camerounaise de Douala. Aucun survivant.
- 20 août 2007 : un des deux moteurs du Boeing 737-800 du vol 120 de la compagnie taïwanaise China Airlines prend feu quelques instants après son arrivée au parking à l'aéroport de Naha (Japon). Les 157 passagers et huit membres d'équipage sont sains et saufs.
- 3 janvier 2008 : un Boeing 737-400 de la compagnie marocaine à bas prix Atlas Blue, filiale de Royal Air Maroc, sort de la piste lors de son atterrissage à l'aéroport de Deauville St Gatien en France. Il semblerait que la vitesse trop élevée lors de l'atterrissage, aggravée par la présence de verglas en fin de piste, soit à l'origine de l'accident. Les 168 passagers et les cinq membres d'équipage sont indemnes.
- 21 mars 2008 : un Boeing 737-800 de la compagnie irlandaise Ryanair en provenance de l'aéroport de Charleroi fait une sortie de piste à l'aéroport de Limoges. Cet accident serait dû au mauvais temps à l'arrivée, notamment au verglas et au vent fort au moment de l'atterrissage. Il y a six blessés légers.
- 28 juillet 2008 : un Boeing 737-800 de la compagnie australienne Qantas est contraint d'effectuer un atterrissage d'urgence à Adélaïde, dans le sud de l'Australie, après l'ouverture d'une porte en plein vol. L'appareil avait quitté Adélaïde à 18H08 locales pour Melbourne et a fait demi-tour après 37 minutes de vol.
- 24 août 2008 : un Boeing 737-200 de la compagnie kirghize Itek Air, assurant le vol 6895, s'écrase au décollage près de l'aéroport de Bichkek, capitale du Kirghizistan. L'avion était en partance pour l'Iran avec 90 personnes à bord dont 65 sont mortes dans l'accident[102]
- 25 août 2008 : un Boeing 737-800 de la compagnie Ryanair en provenance de Bristol et à destination de Gérone-Barcelone subit une dépressurisation en vol à 8 500 m d'altitude vers minuit. Le Boeing se pose en urgence à l'aéroport de Limoges. Il y a eu seize blessés.
- 14 septembre 2008 : un Boeing 737-500, assurant le vol 821 de la compagnie Aeroflot-Nord, s'écrase près de Perm, dans l'Oural. Les 83 passagers, dont un bébé, et les cinq membres d'équipage sont morts. Le crash a eu lieu peu avant l'atterrissage du vol en provenance de l'aéroport de Sheremetyevo de Moscou.
- 25 février 2009 : le Boeing 737-800 assurant le vol 1951 de la compagnie Turkish Airlines s'écrase à Amsterdam, près de la piste 18 R de l'aéroport d'Amsterdam-Schiphol. Sur les 127 passagers, neuf sont morts et 50 sont blessés. Une cinquantaine de personnes sont indemnes. L'avion s'est brisé en trois parties, la partie avant fut la moins endommagée. Le crash a eu lieu peu avant l'atterrissage du vol en provenance de l'aéroport Atatürk d'Istanbul.
- 23 décembre 2009 : un Boeing 737-800 d'American Airlines, effectuant le vol 331, qui assure la liaison Miami-Kingston, se casse en deux à l'aéroport de Kingston, en Jamaïque, après une sortie de piste à l'atterrissage. Il transportait 148 passagers et six membres d'équipage mais aucune victime n'est à déplorer : les passagers ont pu être évacués de l'appareil. Certains ont dû être hospitalisés[103].

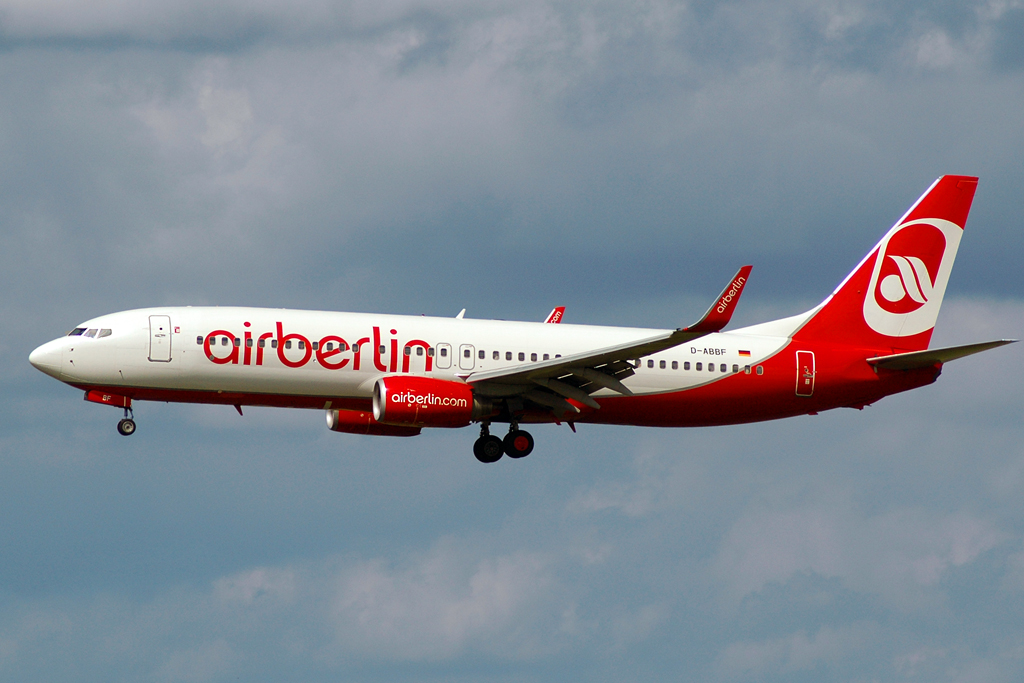
Boeing 737-800, Air Berlin.

- 3 janvier 2010 : à Dortmund, en Allemagne, un Boeing 737-800 de la compagnie Air Berlin sort de la piste après un décollage avorté. Tous les passagers s'en sortent sans blessure grave.
- 25 janvier 2010 : au large de Beyrouth, un Boeing 737-800 de la compagnie Ethiopian Airlines, assurant le vol 409, s'abîme en mer en pleine nuit. Les 90 passagers et membres d'équipage périssent.
- 22 mai 2010 : à Mangalore, en Inde, un Boeing 737-800 de la compagnie Air India, effectuant le vol 812, s'écrase après avoir fait une sortie de piste pour une raison indéterminée. Dans un premier temps, le premier bilan officiel fait état de 166 morts. Il s'agit du pire accident d'aviation en Inde depuis près de dix ans. Huit survivants ont été découverts dans les décombres.
- 16 août 2010 : sur l'île de San Andres, en Colombie, un Boeing 737-73V assurant le vol 8250 de la compagnie Aires se brise en trois morceaux au moment de son atterrissage. Le mauvais temps et la foudre semblent être à l'origine de l'accident qui fait un mort et 120 blessés.
- 30 juillet 2011 : sur l'aéroport de Georgetown au Guyana, un B737-800 manque son atterrissage et se brise en deux à l'extrémité de la piste. L'ensemble des 164 passagers et membres d'équipage survit, mais plusieurs blessés sont dénombrés.
- 20 août 2011 : un 737-200 assurant le vol First Air 6560 s'écrase près de Resolute Bay au Nunavut, dans le nord du Canada. Douze des quinze personnes à bord meurent dans l'accident[104].
- 20 avril 2012 : le 737-200 du vol Bhoja Air 213 s'écrase près de l’aéroport international d’Islamabad, faisant 127 morts.
- 13 avril 2013 : un 737-800 effectuant le vol 904 de la compagnie à bas coût Lion Air manque son atterrissage à Bali et finit sa course par un amerrissage en urgence. Le bilan ne fait état que de sept blessés légers[105] parmi les 108 passagers et membres d'équipage.
- 19 mars 2016 : un Boeing 737-800 de la compagnie Flydubai, opérant le vol 981 reliant Dubai à l'aéroport de Rostov, dans le sud de la Russie, s'écrase sur la piste principale, à 3h23 heure locale (MSK, UTC+3). Les mauvaises conditions météorologiques en seraient la cause. Cet accident tue les 62 occupants de l'avion, soit les 55 passagers et les sept membres d'équipage[106]. L'immatriculation de l'avion était A6-FDN.
- 13 janvier 2018 : un Boeing 737-800 de la compagnie Pegasus Airlines immatriculé TC-CPF, opérant le vol 8622 reliant l’aéroport d’Ankara à l'aéroport de Trabzon dévie de sa trajectoire à l’atterrissage et sort de la piste. L’appareil s’abime sur une falaise à 20:25 UTC (23:25 locale), l’un des moteurs se détache de l’appareil et termine sa course dans l’eau en contrebas. Les pilotes accusent un dysfonctionnement du moteur droit. Aucun mort n’est à déplorer et l’enquête est toujours en cours.
- 4 février 2018 : un Boeing 737-600 d'Air Algérie immatriculé 7T-VJQ partant de l'aéroport d'Alger Houari Boumedienne à destination de Beyrouth fait demi-tour après 30 minutes de vol, un des deux réacteurs prend feu.
- 17 avril 2018 : un Boeing 737-700 de Southwest Airlines immatriculé N772SW, opérant le vol 1380, reliant l'aéroport de NewYork LaGuardia à l'aéroport de Dallas Love Field subit une explosion du moteur gauche à 32 000 pieds (environ 10 000 mètres). L’équipage se déroute vers Philadelphie où l’avion se pose normalement. L'explosion fait un mort. L'enquête est toujours en cours.
- 18 mai 2018 : lors du vol Cubana 972, un Boeing 737-200 Advanced affrété pour Cubana de Aviacion par la compagnie mexicaine Global Air s'écrase peu après son décollage de l'aéroport international de la Havane[107]. Il devait emmener ses 107 passagers et six membres d'équipage vers Holguín, à Cuba, seule une passagère survit. L'enquête conclut à une erreur humaine de la part de l'équipage qui a fait décoller l'appareil sous une incidence trop importante qui a conduit au décrochage.
- 29 octobre 2018 : un Boeing 737 Max 8 (PK-LQP), le vol 610 de Lion Air, s’abîme en mer peu de temps après son décollage de Jakarta, avec 189 personnes à bord[108], ne laissant aucun survivant. L'enquête de ce premier accident mortel du Boeing 737 Max conclut à une perte de contrôle due au système de prévention du décrochage MCAS et met en cause des fautes de Boeing dans le processus de certification du 737 Max.
- 10 mars 2019 : un Boeing 737 Max 8 effectuant le vol 302 d'Ethiopian Airlines (ET-AVJ, mis en service mi-novembre 2018) s'écrase six minutes après le décollage d'Addis-Abeba (Éthiopie), aucun survivant parmi les 149 passagers et huit membres d'équipage. À la suite de ce deuxième accident d'un 737 Max, très similaire au précédent, tous les Boeing 737 Max sont interdits de vol pendant près de deux ans, jusqu'à fin 2020.
- 8 janvier 2020 : un Boeing 737-800 effectuant le vol 752 d'Ukraine International Airlines s'écrase peu après son décollage de Téhéran après avoir essuyé un tir accidentel de missile sol-air du corps des Gardiens de la révolution islamique. Aucun survivant parmi les 176 personnes à bord. L'avion, immatriculé UR-PSR, avait moins de quatre ans.
- 5 février 2020 : le Boeing 737-800 effectuant le vol Pegasus Airlines 2193 sort de piste à Istanbul (Turquie) et se brise en trois, l'accident fait trois morts et 179 blessés.
- 7 août 2020 : un Boeing 737 d'Air India Express, assurant le vol 1344 à destination de l'Aéroport de Calicut, sort de piste lors de son atterrissage, tuant 21 des 191 occupants de l'appareil, dont le commandant de bord. L'accident est attribué à des erreurs de pilote.
- 9 janvier 2021 : le Boeing 737-500 effectuant le vol Sriwijaya Air 182 s'abîme en Mer de Java, quatre minutes après son décollage de Jakarta, aucun survivant parmi les 62 personnes à bord.
- 21 mars 2022 : un Boeing 737-800 de la compagnie China Eastern Airlines, emportant 132 personnes et assurant le vol 5735 à destination de Canton, s'écrase à proximité de la ville de Wuzhou dans le sud-ouest de la Chine[109].
- 29 décembre 2024 : Un Boeing 737-800 de Jeju Air, assurant le vol 2216 entre Bangkok-Suvarnabhumi et Muan, s’écrase lors de l’atterrissage à l’Aéroport international de Muan avec 181 personnes à bord, dont 173 Sud-Coréens et 2 Thaïlandais. Une explosion, possiblement due à une collision aviaire, s’est produite sur le réacteur droit peu avant le crash. L’avion, atterrissant train rentré, a percuté le système ILS en bout de piste, provoquant son explosion. Le bilan définitif fait état de 179 morts et donc deux survivants (un passager et un membre d'équipage tous deux présents à l'arrière de l'appareil).

### Aéronefs comparables
- Airbus A320
- McDonnell Douglas MD-80
- Fokker F100
- Boeing 717
- Embraer 190
- Bombardier CSeries
- Comac C919

### Variantes
- Boeing Business Jet
- Boeing P-8 Poseidon
- Boeing 737 AEW&C
- Boeing T-43
- Lockheed-Martin Catbird